# メトロ・ゴールドウィン・メイヤー
メトロ・ゴールドウィン・メイヤー・スタジオ（Metro-Goldwyn-Mayer Studios Inc.、通称MGM）は、アメリカの映画およびテレビ番組の製作・配給会社であり、本社はカリフォルニア州ビバリーヒルズにある。MGMは1924年4月17日に設立され、2022年以降はAmazonの子会社であるAmazon MGMスタジオの傘下にある。
MGMは、マーカス・ロウによって、メトロ・ピクチャーズ、ゴールドウィン・ピクチャーズ、ルイス・B・メイヤー・ピクチャーズを統合する形で設立された。契約俳優として多くの著名なスターを抱え、「天にあるよりも多くのスター（more stars than there are in heaven）」というスローガンを掲げたMGMは、やがてハリウッドで最も名声のある映画製作会社となり、人気のあるミュージカル映画を製作し、数多くのアカデミー賞を受賞した。また、MGMは映画スタジオ、映画撮影所、映画館、技術製作施設も所有していた。MGMの最盛期は1926年から1959年にかけてであり、その時期は2つの『ベン・ハー』の製作によって象徴される。この間、MGMはロウズ映画館チェーンを手放し、1956年にはテレビ番組の製作にも進出した。
1969年、実業家で投資家のカーク・カーコリアンがMGMの40%の株を取得し、スタジオの経営方針を大きく変更した。彼は新しい経営陣を採用し、映画の年間製作本数を約5本に削減するとともに、事業の多角化を進め、ラスベガスを拠点とするホテル・カジノ会社MGMリゾーツ・インターナショナルを設立した（この会社は1980年代に売却された）。1981年にはユナイテッド・アーティスツを買収した。1986年、カーコリアンはMGMをテッド・ターナーに売却したが、ターナーはMGMの映画ライブラリーの権利を保持したまま、カルバーシティのスタジオの敷地をロリマーに売却し、数か月後にはMGM本体をカーコリアンに売り戻した。その後、カーコリアンは1990年代にもMGMを売却・再取得し、オライオン・ピクチャーズやサミュエル・ゴールドウィン・カンパニーを買収し、映画ライブラリーを拡充した。最終的に、2005年にカーコリアンはMGMをソニー・ピクチャーズを含むコンソーシアムに売却した。
2010年、MGMは連邦倒産法第11章の適用を申請し、経営再建を行った。再建後、同年末には債権者の所有のもとで経営を再開し、スパイグラス・エンターテインメントの元幹部であるゲイリー・バーバーとロジャー・バーンボームがMGMの新たな持株会社の共同会長兼共同CEOに就任した。2018年にバーバーが退任した後、MGMは債務返済のために他社による買収を模索し始めた。2021年5月、AmazonがMGMを84億5000万ドル（約9200億円）で買収することを発表し、2022年3月に取引が完了した。2023年10月には、AmazonスタジオがMGMホールディングスを吸収し、Amazon MGMスタジオに改称した。
Amazon MGMスタジオの子会社として、MGMは映画業界団体であるモーション・ピクチャー・アソシエーション（MPA）の会員である。MGMは創設メンバーの一社であったが、2005年の買収後に一度脱退していた。

## 歴史

### 設立と初期の歴史
1924年、映画館業界の大物であるマーカス・ロウは、問題を抱えていた。彼は1919年に300万ドルでメトロ・ピクチャーズ・コーポレーションを買収し、彼の経営する大手映画館チェーンロウズ・シアターズに安定した映画供給を確保しようとしていた。しかし、新たに手に入れたこの会社の映画の質は期待外れだった。この問題を解決するため、ロウは1924年に500万ドルでゴールドウィン・ピクチャーズを買収し、映画の質を向上させようとした。しかし、この買収によって、彼の新しいハリウッド事業を監督する人物が必要になった。長年のアシスタントであったニコラス・シェンクが150の映画館を監督するためにニューヨーク本社に必要だったからである。この課題を解決するため、ロウはルイス・B・メイヤーが率いるルイス・B・メイヤー・ピクチャーズを7万5千ドルで買収した。こうして、ロウズ・インコーポレイテッドは、ロウズの映画館チェーンと3つの映画会社を合併し、1924年4月17日にメトロ・ゴールドウィン・メイヤー（MGM）が誕生した。この合併は同年4月26日に盛大な祝賀会とともに正式に発表された。メイヤーは新生MGMのトップに就任し、24歳のアーヴィング・タルバーグが製作責任者となった。予算や契約の最終決定権はニューヨークのロウズ本社が握っていたが、映画製作に関する決定権はカリフォルニア州カルバーシティにある製作本部にあった。
MGMは設立から2年間で100本以上の長編映画を製作した。1925年には大作『ベン・ハー』を公開し、470万ドルの利益を上げた。この年のMGMの純利益となった。また、同年にはMGM、パラマウント・ピクチャーズ、ドイツのUFAが共同でドイツ向け配給会社パルファメットを設立した。
1927年にマーカス・ロウが死去すると、ロウズの経営権はニコラス・シェンクに引き継がれた。1929年、フォックス・フィルム・コーポレーションの創業者ウィリアム・フォックスが、ロウ家の持ち株をシェンクの承認のもとで買収した。しかし、メイヤーとタルバーグはこの決定に反対した。メイヤーはカリフォルニア共和党の有力者であり、政治的なコネクションを使って司法省に働きかけ、独占禁止法の問題を理由に買収の最終承認を遅らせた。この間の1929年夏、ウィリアム・フォックスは自動車事故で重傷を負った。その後、回復する前に1929年秋の株式市場の大暴落が起こり、フォックスは財政的に大打撃を受け、この合併話は立ち消えとなった。シェンクとメイヤーはもともと折り合いが悪く、メイヤーはシェンクのことを「ミスター・スカンク」と呼んでいたとされる。フォックスとの合併計画が失敗に終わったことで、2人の確執はさらに深まった。

### 1920年代から1930年代

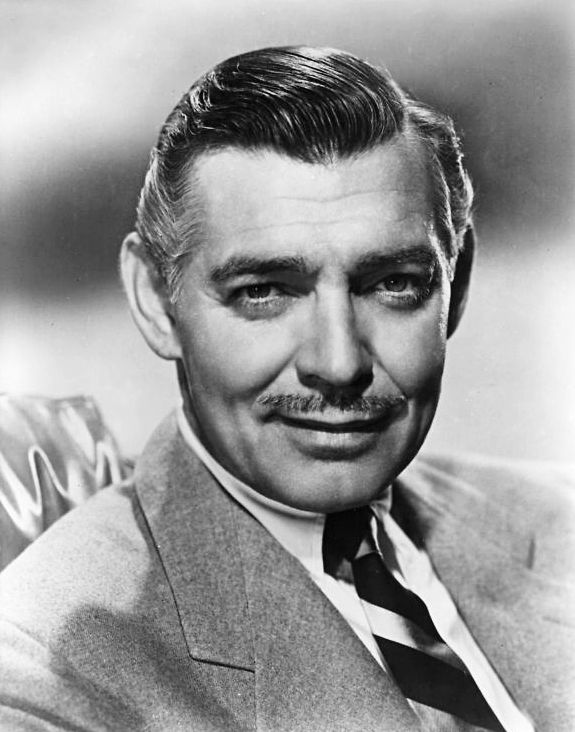
「キング・オブ・ハリウッド」と呼ばれたクラーク・ゲーブル

MGMは当初から観客の求める華やかさや洗練さを提供することに力を入れた。前身となる会社から引き継いだ有名スターが少なかったため、メイヤーとサルバーグはすぐに新しいスターの発掘と宣伝に乗り出した。その中には、ジョーン・クロフォード、グレタ・ガルボ、ジョン・ギルバート、ウィリアム・ヘインズ、ノーマ・シアラー（彼女はユニバーサルからサルバーグと共にMGMへ移り、後に彼と結婚）などがいた。また、ウォーレス・ビアリー、ロン・チェイニー、バスター・キートン、ウィリアム・パウエルといったすでに名のある俳優を他のスタジオから迎え入れた。監督陣も優秀な人材をそろえ、クラレンス・ブラウン、トッド・ブラウニング、ヴィクトル・シェストレム、キング・ヴィダー、エリッヒ・フォン・シュトロハイムといった才能ある監督たちを雇用した。1928年から1929年にかけてトーキーが登場すると、新たなスターたちにも活躍の機会が生まれた。クラーク・ゲーブル、ネルソン・エディ、ジーン・ハーロウ、マーナ・ロイ、ジャネット・マクドナルド、ロバート・モンゴメリー、ロバート・テイラー、スペンサー・トレイシーらが1930年代のMGMを支えたスターたちである。
MGMは、映画業界でいち早くテクニカラー撮影を試みたスタジオの一つだった。当時使用できた二色テクニカラー方式を用いて、『 絶海の猛漢』（1924年）、『大進軍』（1925年）、『ベン・ハー』（1925年）などの一部をカラーで撮影した。1928年には、セリフはないものの、音楽と効果音を取り入れた最初の完全テクニカラー作品『北欧の海賊』を公開した。
トーキーの時代が到来すると、MGMは慎重かつ消極的にこの新技術を導入し、音楽と効果音付きの『南海の白影』（1928年）や、限定的にセリフが含まれた『侠盗ヴァレンタイン』（1928年）を製作した。しかし、1929年に公開した初の本格的なトーキー映画『ブロードウェイ・メロディー』は、興行的に成功を収め、同年のアカデミー賞作品賞を受賞した。
MGMは主要な映画スタジオの中で最後に本格的なトーキーへ移行したが、最初の完全オールカラーのオールトーキー映画『悪漢の唄』（1930年）を公開した。1934年には、従来の白黒映画『猫と提琴』の中に、新しく改良された三色テクニカラー技術を用いたミュージカルシーンを挿入した。その後も、1935年には『La Fiesta de Santa Barbara』といった短編三色テクニカラー作品を製作し、1938年にはジャネット・マクドナルドとネルソン・エディ主演の『スウィートハーツ』がMGM初の完全三色テクニカラー長編映画となった。以降、MGMは毎年複数のテクニカラー作品を製作し、1939年には『北西への道』が特に注目を集めた。

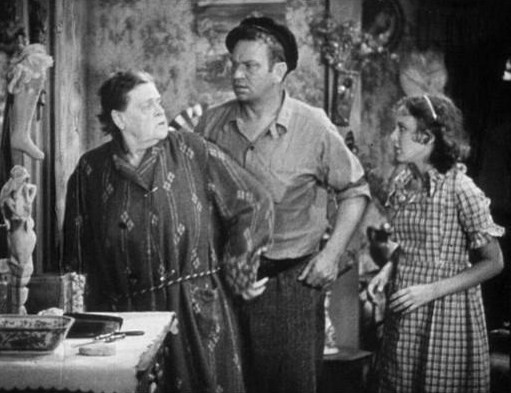
『惨劇の波止場』（1930年）でのマリー・ドレスラーとウォーレス・ビアリー。

自社製作の短編映画だけでなく、MGMはローレル&ハーディ、アワ・ギャング、チャーリー・チェイス主演のコメディ短編を含む、ハル・ローチ・スタジオが製作した短編や長編も配給し、特にローレル&ハーディの映画はMGMにとって大きな成功をもたらした。1938年には、アワー・ギャングの権利をローチ・スタジオから買収し、以降はMGMのスタジオで1944年まで製作が続けられた。1929年から1931年にかけて、MGMは『オール・バーキー・ドッグヴィル・コメディーズ』というシリーズを製作した。これは、訓練された犬たちを衣装で装い、当時の映画のパロディを演じさせるというユニークなコメディシリーズであった。犬たちのセリフは俳優によって吹き替えられた。その中の一作『ドッグウェイ・メロディー』（1930年）は、MGMのヒット作『ブロードウェイ・メロディー』（1929年）のパロディ作品であった。
MGMは映画産業だけでなく、音楽産業にも進出した。1934年にミラー・ミュージック・パブリッシングを買収し、続いてロビンズ・ミュージックも取得した。さらに1935年には、ビッグスリーの最後の一社であるレオ・ファイスト社の株式を取得し、音楽出版業界での影響力を拡大していった。
1934年のカリフォルニア州知事選では、MGMは現職の共和党知事フランク・メリアムを支持し、民主党候補ユプトン・シンクレアに対抗した。MGMを含む映画スタジオは、従業員の給与から1日分の賃金を差し引き、反シンクレア資金として50万ドルを集めた。この反シンクレアキャンペーンの指揮を執ったのはアーヴィング・タルバーグであり、スタジオはキャリー・ウィルソンに依頼し、フェリックス・E・ファイスト監督のもと、プロパガンダ映画を製作した。これらの映画には、シンクレア支持者を浮浪者や犯罪者のように描いた偽ニュース映像が含まれ、カリフォルニア州の映画館で上映された。あるエピソードでは、外国訛りのある俳優たちがシンクレア支持者として登場するなど、明らかに操作された内容であった。

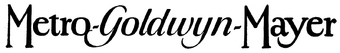
1924年から1964年まで使用されたMGMの最初のプリントロゴ。

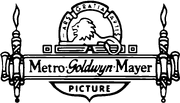
1924年から1984年まで映画タイトルに使用された第2のロゴ

1930年代、MGMは年間約50本の映画を製作していたが、毎週1本の新作映画を公開するという目標を達成することはできず、実際には9日ごとに1本のペースで公開していた。ロウズの153の劇場は主にニューヨーク、北東部、ディープサウスに集中しており、『風と共に去りぬ』（1939年）はジョージア州アトランタのロウズ・グランド・シアターで世界初公開された。MGMは都会の観客向けに洗練された豪華な作品を製作することで高い評価を得ていた。しかし、大恐慌が深刻化するにつれ、MGMはコスト削減のために既存のセット、衣装、家具を「再利用」するようになった。この再利用の慣習は一度始まると途切れることはなかった。さらに、MGMは主要5大スタジオの中で唯一、郊外の映画用牧場を所有していなかったため、経費を節約することができた。1950年代半ばまで、MGMは他のライバルスタジオにはない誇れる点を持っていた。それは、一度も赤字を出さなかったことである。ただし、クラーク・ゲーブル主演の『恋の挽歌』（1937年）のような失敗作を製作することはあった。それでもMGMは1930年代を通じて配当を支払い続けた唯一のハリウッド・スタジオだった。

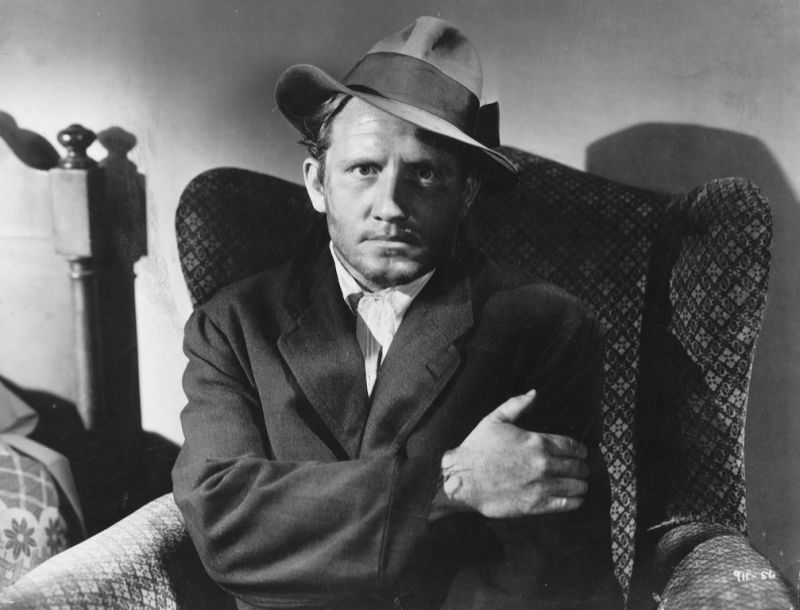
『激怒』（1936）でのスペンサー・トレイシー。

1930年代、MGMのスターたちは興行収入を独占し、ハリウッドのスターシステムを確立したスタジオとしても評価された。MGMはアメリカ音楽芸術アカデミー協会（AMAAA）と契約し、広報と芸能人の育成を委託した。AMAAAの主な役割は、新進スターを育成し、観客に魅力的な存在として売り出すことであった。ジョーン・クロフォード、グレタ・ガルボ、マーナ・ロイ、ジャネット・マクドナルド、ノーマ・シアラーなどが、スタジオで最も高給を得るスターとなった。同時期に、ハワード・ヒューズの『地獄の天使』（1930年）に出演したジーン・ハーロウがMGMで大ブレイクし、ハリウッドのセックスシンボルとして人気を博した。しかし、それでもMGM最大のスターはガルボだったとも言われる。シアラーは出演作が減っても収益を上げ続け、クロフォードも1937年までは興行的成功を収めていた。さらに、MGMは「ハリウッドの王」と呼ばれることになるクラーク・ゲーブルを擁していた。ゲーブルはコロンビアの『或る夜の出来事』（1934年）でアカデミー賞を受賞し、キャリアが一気に上昇した。
メイヤーとアーヴィング・タルバーグの関係は最初は良好だったが、次第に緊張が生じた。タルバーグは文学作品や高価な歴史劇を好んだが、メイヤーは低予算のファミリー向け映画を重視した。タルバーグは生来病弱であり、1932年に製作責任者の座を外された。メイヤーは義理の息子であるデヴィッド・O・セルズニックを含む他のプロデューサーを起用したが、タルバーグほどの手腕を持つ者はいなかった。1936年にタルバーグの健康がさらに悪化し、メイヤーが暫定的にその役割を担った。この頃、タルバーグがMGMを離れ、独立会社を設立するという噂が流れていた。しかし、彼は1936年9月、37歳という若さで亡くなり、MGMにとって大きな損失となった。
タルバーグの早すぎる死後、メイヤーは製作責任者とスタジオ責任者の両方を務めることになり、アメリカ史上初の100万ドルを超える年収を得た経営者となった。MGMは引き続き利益を上げ、「シリーズ映画」の増加（ミッキー・ルーニー主演の『アンディ・ハーディ』、アン・サザーン主演の『メイジー』、ウィリアム・パウエルとマーナ・ロイ主演の『影なき男』、リュー・エアーズとライオネル・バリモアが主演した『ドクター・キルデア』）によって、メイヤーの影響力の回復が証明された。また、彼の秘書であり右腕でもあったアイダ・コヴァーマンの存在も大きな役割を果たした。

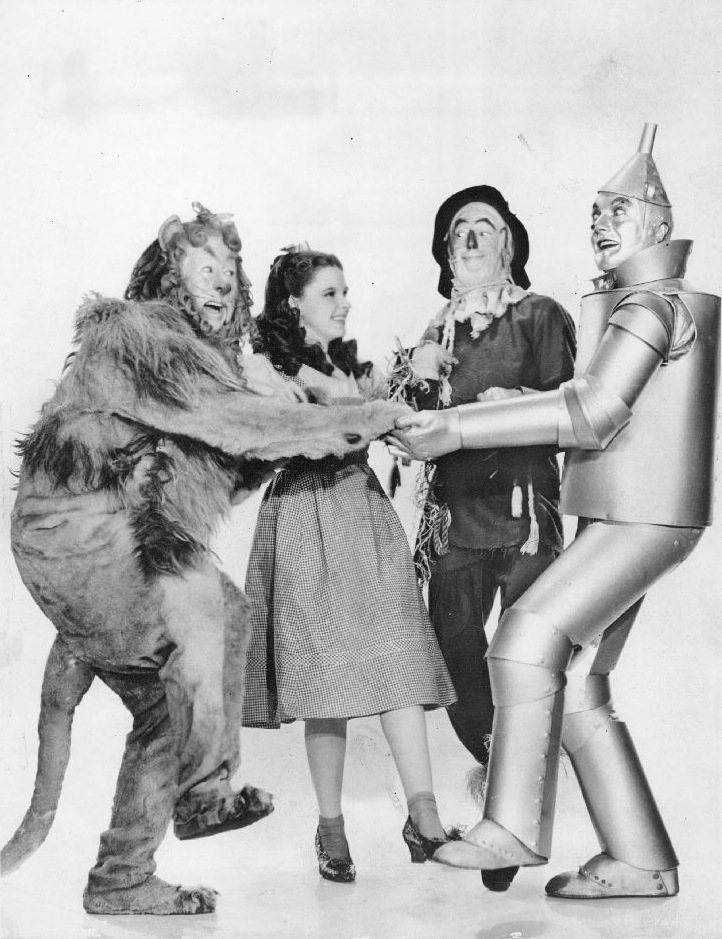
バート・ラー、ジュディ・ガーランド、レイ・ボルジャー、ジャック・ヘイリーが出演した『オズの魔法使』（1939年）は、公開以来、MGMを代表する最も象徴的で愛される作品の一つとなった。

1939年から1年のみ使用されたロゴ

1937年、メイヤーは元ワーナー・ブラザースのプロデューサー・監督であるマーヴィン・ルロイをMGMのトッププロデューサーとして雇い、タルバーグの後任とした。ルロイはメイヤーを説得し、人気児童書『オズの魔法使い』の映画化権を取得するよう働きかけた。MGMは1938年、サミュエル・ゴールドウィンから7万5000ドルで映画化権を購入した。

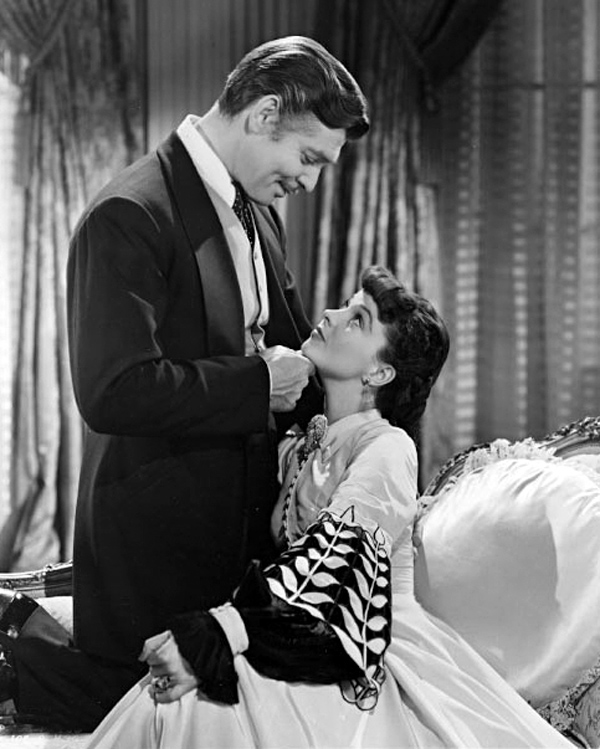
『風と共に去りぬ』（1939年）でのクラーク・ゲーブルとヴィヴィアン・リー。この作品は当時史上最高の興行収入を記録（現在でもインフレーション調整後の史上最高の興行収入を記録）し、アカデミー賞で10部門を受賞し、映画史に残る名作と評価されている。

MGMの1939年のヒット作には、『オズの魔法使』のほか、グレタ・ガルボ主演の『ニノチカ』、ジョーン・クロフォードとノーマ・シアラー主演の『ザ・ウィメン』、そしてヴィヴィアン・リーがスカーレット・オハラを、クラーク・ゲーブルがレット・バトラーを演じた『風と共に去りぬ』があった。『風と共に去りぬ』はセルズニック・インターナショナル・ピクチャーズが製作したが、MGMが配給を担当した。これは、プロデューサーのデヴィッド・O・セルズニック（メイヤーの義理の息子）が、主演のゲーブルを確保し、映画の完成に必要な資金援助を得るための取引の一環であった。1944年にセルズニック・インターナショナルが経営難に陥ると、MGMは『風と共に去りぬ』の全権利を取得した。『オズの魔法使』は批評的には高評価を得たものの、製作費が非常に高額だったため、利益を生むまでに20年を要した。

### 1940年代
1942年からの1年間で、メイヤーはMGMと契約していた最も高給取りの女優5人、ジョーン・クロフォード、グレタ・ガルボ、マーナ・ロイ、ジャネット・マクドナルド、ノーマ・シアラーを契約解除した。クロフォードは「興行の毒（box office poison）」とまで評され、MGMを解雇された後、ワーナー・ブラザースへ移籍し、キャリアが劇的に復活した。ガルボとシアラーはMGM退社後、一切映画に出演しなかった。5人の中で、ロイとマクドナルドのみが後にMGMに復帰し、それぞれ1947年と1948年に再契約を結んだ。クロフォードも1953年にメイヤーが退任した後、ミュージカル・ドラマ『トーチ・ソング』でMGMに一時復帰した。
第二次世界大戦の前後、メイヤーはますます自身の「枢機卿団（College of Cardinals）」とも呼ばれるシニアプロデューサーたちに依存するようになった。彼らがスタジオの作品を管理する、委員会の運営が主流となり、その結果、MGMは勢いを失い、新たなスターをほとんど生み出せなくなった。その代わり、安全策として続編や無難な作品に頼るようになった（ドロシー・パーカーはMGMを皮肉って「メトロ・ゴールドウィン・メルド」と呼んだ）。それでも、MGMの作品の製作価値は依然として高く、B級映画ですら豪華で手間のかかった仕上がりだった。1940年以降、年間製作本数は50本から25本に削減されたが、その間、MGMはフレッド・アステア、ジュディ・ガーランド、ジーン・ケリー、フランク・シナトラらのスターを擁するミュージカル映画を数多く成功させた。

### 1950年代
1940年代後半から観客は徐々にテレビへと流れ始め、MGMを含む映画スタジオたちは観客を劇場に呼び戻すのに苦労するようになった。MGMの高額な運営コストにより利益率は低下し続けた。ニューヨークのニコラス・シェンクからは、「新たなタルバーグ」を見つけ、品質を向上させつつコストを削減するよう指示が下った。メイヤーはその救世主として、RKOピクチャーズの経営で成功を収めた脚本家兼プロデューサーのドア・シャーリーを見出した。シャーリーは豪華なミュージカル映画に注力し、『イースター・パレード』（1948年）やマリオ・ランツァ主演の『ニューオーリンズの美女』（1950年）、『歌劇王カルーソ』（1951年）といった作品の成功がMGMの収益を支えた。
1951年8月、メイヤーはMGMの東海岸の経営陣により解雇され、後任にはシャーリーが就任した。彼は高額な契約俳優を次々と解雇し（1950年には週給6,000ドルのジュディ・ガーランド、1954年には「ハリウッドの帝王」クラーク・ゲーブルを解雇）、新しいセットを建設する代わりに既存の映画セットを再利用し、過去の豪華な衣装を手直しすることでコストを削減した。こうした努力により、MGMは1940年代初期のような運営を続けることができたが、シャーリーが重視した硬派なメッセージ性のある作品は大きな成功には結びつかなかった。

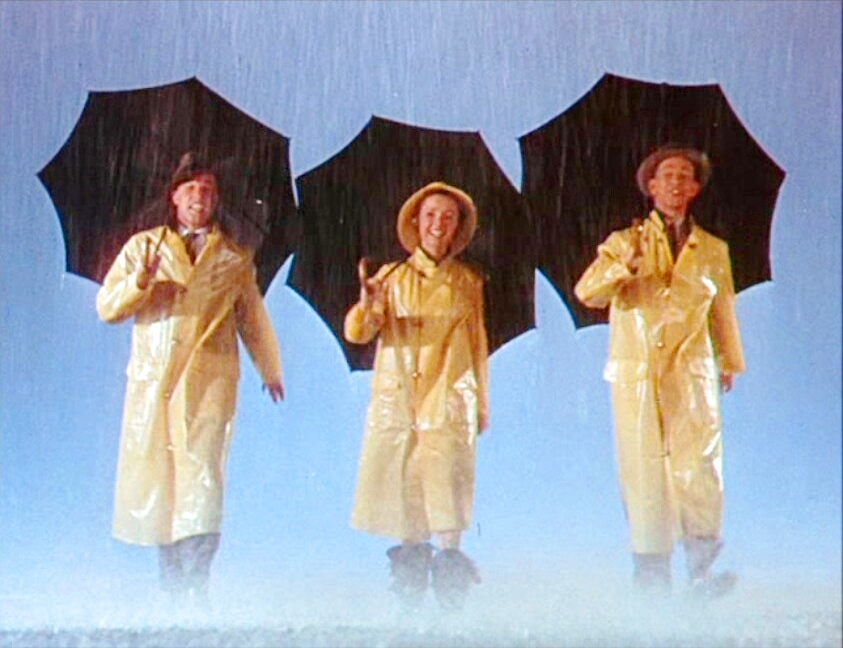
『雨に唄えば』（1952年）でのジーン・ケリー、ドナルド・オコーナー、デビー・レイノルズ。

MGMの明るい話題はミュージカル映画だった。プロデューサーのアーサー・フリードの指揮のもと、スタジオ内に独立した製作部門が運営され、多くの評価の高い作品が生み出された。代表作には『巴里のアメリカ人』（1951年）、『雨に唄えば』（1952年）、『掠奪された七人の花嫁』（1954年）がある。しかしながら、『ブリガドーン』（1954年）、『我が心に君深く』（1954年）、『いつも上天気』（1955年）、『舞踏への招待』（1956年）、『魅惑の巴里』（1957年）といったミュージカル作品は興行的に失敗し、『バンド・ワゴン』（1953年）や『絹の靴下』（1957年）といった今日では名作とされる作品も、当時は赤字を出した。
1952年、政府による独占禁止訴訟（政府対パラマウント・ピクチャーズ）の和解の一環として、ロウズ社はMGMの経営権を放棄した。しかし、ロウズとMGMの結びつきが完全に解消されるまでにはさらに5年を要し、その間に両社とも業績を悪化させた。1956年、ニューヨークの経営陣との新たな権力闘争に敗れたシャーリーはMGMを去ることとなった。さらに、1957年の大作『愛情の花咲く樹』の予算超過と興行的失敗が決定打となり、スタジオはシャーリーとの契約を打ち切った。
シャーリーの時代には大ヒット作が少なく、1955年にはシェンクも引退したことでMGMは深刻な指導者不在の状況に陥った。ジョセフ・ヴォーゲルが社長に、ソル・シーゲルが製作責任者となったが、1957年（奇しくもメイヤーが亡くなった年）、MGMは創業以来34年間で初めて赤字を計上した。1955年にスペンサー・トレイシーが退社した後、MGM黄金時代のスターで契約を維持していたのはロバート・テイラーのみとなり、1960年には彼も退社し、MGMの契約スター制度は完全に終焉を迎えた。
1958年、MGMは最後の名作ミュージカルとされるアーサー・フリードのシネマスコープカラー映画『恋の手ほどき』を公開した。 主演はレスリー・キャロン、モーリス・シュヴァリエ、ルイ・ジュールダン。原作はコレットの小説で、脚本・音楽は『マイ・フェア・レディ』や『キャメロット』で知られるアラン・ジェイ・ラーナーとフレデリック・ロウが手がけた。この作品は興行的批評的に大成功を収め、作品賞を含めるアカデミー賞9部門を受賞した。劇中の楽曲もヒットした。MGMの作品賞を受賞したミュージカル映画は、『ブロードウェイ・メロディー』（1929年）、『巨星ジーグフェルド』（1936年）、『巴里のアメリカ人』（1951年）に続き、この作品が最後となった。「フリード・ユニット」が製作した最後のミュージカル映画は、1960年のジュディ・ホリデイ、ディーン・マーティン主演『ベルズ・アー・リンギング』だった。しかしながら、MGMはその後も1964年にデビー・レイノルズ、ハーヴ・プレスネル主演のメレディス・ウィルソンの『不沈のモリー・ブラウン』といったミュージカル映画を製作し続けた。

### テレビへの参入
MGM初のテレビ番組『MGMパレード』は、MGMの予告編製作部門によって製作された。この番組は、ABCで放送されたディズニーのシリーズ『ディズニーランド』を模倣した、コンピレーション形式の宣伝番組の一つであった。しかし、『MGMパレード』は1956年第2四半期にABCによって打ち切られた。同年、MGMは映画ライブラリーの売却を検討し、ルー・チェスラーらからの入札を受けたが、自らテレビ市場に参入する道を選択した。チェスラーは5000万ドルで映画ライブラリーを買収しようとした。MGMは1956年6月、バド・バリーを責任者として迎え、MGMテレビジョンを設立した。この新事業は、映画のテレビ配信（まずはネットワーク向け）、テレビ番組製作、テレビ局の買収を目的としていた。テレビ番組製作は1957–58シーズンから開始される予定で、MGMの映画を基にした30分のリメイク作品やシリーズが含まれる計画だった。映画のテレビ放映に関しては、まずはネットワーク局への販売に注力した。
1957年にはMGMのアニメーション部門が閉鎖された。スタジオは、新作アニメーションを制作して公開するよりも、過去の作品を再上映したほうが同じ収益を得られると判断したためである。当時MGMのアニメーション部門の責任者だったウィリアム・ハンナとジョセフ・バーベラは、部門閉鎖後、自らの制作会社ハンナ・バーベラ・プロダクションを設立し、テレビ向けアニメーション制作で成功を収めた。
1956年、MGMは『オズの魔法使』のテレビ放映権をCBSに売却し、同年11月に放映された。この放送は、アメリカの劇場映画が主要ネットワークのゴールデンタイムで完全な形で一晩で放映される初の事例となった（ローレンス・オリヴィエ版『ハムレット』はその1か月後にネットワークで放送されたが、2週間に分割された。また、1950年の映画『ザ・タイタン: ストーリー・オブ・ミケランジェロ』は1952年にABCで放映されたが、これはドキュメンタリー映画である）。1959年以降、『オズの魔法使』は1991年まで毎年恒例のテレビ放映が行われ、全米の家庭で大きな視聴率を獲得し、MGMに追加の収益をもたらした。MGMにとって、『オズの魔法使』がテレビ放映を通じて最も有名な作品の一つとなり、アメリカ国内でほぼ誰もが一度は見たことのある映画となったことは喜ばしい出来事だった。現在、『オズの魔法使』はターナー所有のチャンネルで定期的に放送されており、もはや年1回の放送に限られていない。

### MGMカートゥーン
MGMは1930年に、アブ・アイワークスが制作した『カエルのフリップ』シリーズの配給権を購入した。このシリーズの最初の作品『フィドゥルスティックス』は、2色テクニカラーで制作された初のトーキー・カートゥーンとなった。1933年、アイワークスは不振だった『フリップ・ザ・フロッグ』シリーズを打ち切り、MGMは彼が制作した2つ目のシリーズ『ウィリー・ワッパー』の配給を開始した。
1934年、アイワークスとの配給契約が終了すると、MGMはアニメーション監督のヒュー・ハーマンとルドルフ・アイジングと契約し、新たなカラーカートゥーンを制作した。ハーマンとアイジングは、レオン・シュレジンガーとワーナー・ブラザースとの関係を解消し、『ルーニー・テューンズ』の人気キャラクターのボスコをMGMに持ち込んだ。これらは『ハッピー・ハーモニーズ』として知られ、多くの点で『ルーニー・テューンズ』の姉妹シリーズである『メリー・メロディーズ』に似ていた。『ハッピー・ハーモニーズ』は定期的に予算超過となり、MGMは1937年にハーマンとアイジングを解雇して独自のアニメーションスタジオを立ち上げた。
1939年、スタジオは不評だった『ザ・キャプテン・アンド・ザ・キッズ』シリーズの制作に苦戦した後、ハーマン＆アイシングを再び雇用し、アイシングはスタジオ初の成功したアニメキャラクターであるクマのバーニーを生み出した。しかしながら、MGMの最も有名なアニメキャラクターは、1940年にウィリアム・ハンナとジョセフ・バーベラによって創作された、ネコとネズミのデュオ『トムとジェリー』となった。『トムとジェリー』の短編映画は、1943年から1953年の間に7つのアカデミー賞を受賞した。1941年には、シュレシンジャー・プロダクション出身のテックス・アヴェリーがアニメーション部門に加わった。アヴェリーはスタジオのイメージを確立し、『おかしな赤頭巾』、『狼とシンデレラ』、そして『ドルーピー』シリーズといった成功作を生み出した。
1953年にアヴェリーがスタジオを去った後、ハンナとバーベラは『トムとジェリー』や『ドルーピー』シリーズの制作に専念した。1955年以降、すべてのアニメはシネマスコープ形式で制作されたが、MGMは1957年にアニメーション部門を閉鎖した。
1961年、MGMは新しい『トムとジェリー』の短編映画の制作を再開し、制作はチェコスロバキアのプラハにあるレンブラント・フィルムズに移された。監督にはテリートゥーンズから引き抜かれたジーン・ダイッチが起用された。ダイッチ版の『トムとジェリー』は、ハンナとバーベラ時代の作品に比べて大きく劣ると評価されることが多かったが、一部では好意的な評価も受けた。
1963年、『トムとジェリー』の制作はハリウッドに戻り、チャック・ジョーンズ率いるシブ・タワー12プロダクション（後にMGMに吸収され、MGMアニメーション/ヴィジュアル・アーツと改名）で制作された。ジョーンズのチームは独自の作品も制作し、1965年には『ザ・ドット・アンド・ザ・ライン』でアカデミー賞を受賞した。また、ボリス・カーロフが声の出演をした、ドクター・スースの名作『いじわるグリンチのクリスマス』（1966年）のテレビ版も制作した。『トムとジェリー』は1967年に終了し、MGMのアニメーション部門はテレビスペシャルや長編アニメ映画『ザ・ファントム・トールブース』の制作を続けた。その後、MGMアニメーションは1993年から1999年にかけて一時的に復活した。

### メトロ・ゴールドウィン・メイヤー・インク

#### 1960年代
1959年、MGMはおそらく後年における最大の興行的成功を収めた。それは、約4時間にも及ぶテクニカラーの大作映画『ベン・ハー』の公開であった。この作品は1925年に製作されたサイレント映画のリメイクであり、実話に基づく物語を脚色したものだったが、実際にはルー・ウォーレス将軍の小説を原作としていた。主演はチャールトン・ヘストンで、映画は批評家から絶賛され、アカデミー賞では作品賞を含む11部門を受賞した。この記録は1997年の『タイタニック』と2003年の『ロード・オブ・ザ・リング/王の帰還』によって並ばれるまで保持されていた。

1964年から1966年に使用されたロゴ

この時期、MGMは次第に危うい経営方針を取るようになった。毎年1本の大作映画の成功に年間の製作するようになったのである。この方針は1959年の『ベン・ハー』の成功によって始まったが、その後の4本の大作映画（いずれも『ベン・ハー』と同様にリメイク作品）が相次いで失敗した。失敗作には『シマロン』（1960年）、『キング・オブ・キングス』（1961年）、『地獄の戦線』（1961年）、そして最も悪名高い『戦艦バウンティ』（1962年）が含まれる。さらに、シネラマ作品『不思議な世界の物語』（1962年）も興行的に失敗した。ただし、MGMとシネラマの共同製作である『西部開拓史』（1962年）は例外的に成功を収めた。『キング・オブ・キングス』は当時は商業的・批評的に失敗と見なされたが、後年では映画史上の名作として再評価されている。これらの大作映画の損失により、ソル・シーゲルとジョセフ・ヴォーゲルが辞任し、ロバート・M・ワイトマン（製作責任者）とロバート・O・ブライエン（社長）が後任となった。

1966年から1982年に使用されたロゴ

オブライエンとワイトマンのコンビは一時的にスタジオを復活させた。MGMはデヴィッド・リーン監督による大ヒット作『ドクトル・ジバゴ』（1965年）を皮切りに、『特攻大作戦』（1967年）、『2001年宇宙の旅』（1968年）、『空軍大戦略』（1968年）などを次々に公開し、成功を収めた。しかし、同社は企業乗っ取りを仕掛ける投資家たちとの攻防に追われることになり、その間にミュージカルリメイク『チップス先生さようなら』（1969年）や『ライアンの娘』（1970年）といった大作が興行的に失敗した。ワイトマンは1967年にコロンビアに移籍し、オブライエンも数年後に辞任を余儀なくされた。
1960年代半ば、MGMは不動産事業に多角化し始めた。1966年にはエドガー・ブロンフマン・シニアがMGMの筆頭株主となり（1969年には短期間ながら会長を務めた）、1967年にはタイム社が第二位の株主になった。

### カーク・カーコリアンの投資
1969年、カーク・カーコリアンがMGM株の40％を取得した。彼が関心を持ったのはMGMの資産価値であり、これには関連事業、不動産、そして45年間にわたる「ハリウッドの象徴」としてのブランド力が含まれていた。カーコリアンはこのブランドをラスベガスのホテルとカジノに活用した。一方、映画製作部門は赤字を出し続け、ジェームズ・T・オーブリー・ジュニアの指揮下で大幅なレイオフが実施された。オーブリーはMGMが蓄積してきた小道具、家具、歴史的な記念品を売却し、これには『オズの魔法使』のドロシーが履いたルビーの靴も含まれていた。また、バックロットの40エーカー (160,000 m2) も不動産開発のために売却された。1971年には20世紀フォックスとの合併が計画されたが、最終的には実現しなかった。この間にMGMはMGMレコードや海外の劇場網も売却した。
1970年代を通じて、MGMの映画製作は大幅に減少し、オーブリーは年間4から5本の中規模作品と少数の低予算映画を好む方針を取った。1973年10月、MGMは配給部門を閉鎖し、10年間にわたり映画の配給をユナイテッド・アーティスツ（UA）に委託した。UAはMGMの音楽出版部門であるロビンス・ファイスト＆ミラーとカナダのレコード会社クオリティ・レコーズの株式の半分も取得した。
カーコリアンはスタジオ経営から距離を置き、MGMグランド・ホテルに1億2000万ドルを投資していた。バックロットの一部は1974年に再び売却され、同年に公開された映画『ザッツ・エンタテインメント』の冒頭シーンが撮影されたのが最後となった。
1972年に製作責任者となったダン・メルニックの下、MGMは1970年代にいくつかのヒット作を生み出した。『ウエストワールド』（1973年）、『ソイレント・グリーン』（1973年）、『サンシャイン・ボーイズ』（1975年）、『風とライオン』（1975年）、『ネットワーク』（1976年）、『コーマ』（1978年）などである。しかし、これらの成功にもかかわらず、MGMはかつての栄光を取り戻すことはできなかった。
1975年にはMGMレコーディング・スタジオを売却。1979年にはカーコリアンが「MGMは現在、主にホテル会社である」との声明を発表した。1980年、偽造と横領行為が発覚し、先にコロンビアから解雇されたデビッド・ビーゲルマンをMGMの社長兼CEOに据えたことで、MGMは象徴的などん底に落ちた。
1980年、メトロ・ゴールドウィン・メイヤー・インクは、製作部門とカジノ部門を別会社（メトロ・ゴールドウィン・メイヤー・フィルム・カンパニーとMGMグランド・ホテルズ・インク）に分割した。付随市場の台頭は、MGMがそれまでの10年間は年間3から6本だった製作本数を10から15本に増やすのに十分だったが、まずは配給部門を復活させる必要があった。

### MGM/UAエンターテインメント

1982年から1986年に使用されたロゴ

1981年、MGMはユナイテッド・アーティスツ（UA）を買収し、劇場映画配給に復帰した。UAの親会社であるトランスアメリカ・コーポレーションは、1980年の映画『天国の門』での巨額損失を受け、スタジオを手放すことを決定したためである。この買収後、メトロ・ゴールドウィン・メイヤー・フィルム・カンパニーは、MGM/UAエンターテインメント・カンパニー（MGM/UA Entertainment Company）に改称された。MGM/UAは1982年に、MGM/UAホーム・エンターテインメント・グループ、MGM/UAクラシックス、MGM/UAテレビジョン・グループの3つの子会社を設立した。カーコリアンは会社を非公開化するため、彼が所有していないMGM株をすべて買収しようとしたが、反発を受けた。1983年には音楽出版部門をCBSソングスに売却し、5年間の共同出版契約を締結した。
UA買収後、デヴィッド・ベーゲルマンの業務はUA部門に移管された。ベーゲルマンの下でMGM/UAは数多くの不振作を製作し、彼は1982年7月に解雇された。彼が製作に着手した11本の映画のうち、明確な成功を収めたのは『ポルターガイスト』（1982年）だけであった。『ウォー・ゲーム』（1983年）と『007/オクトパシー』（1983年）はヒットしたものの、カーコリアンが求める利益水準には届かなかった。
MGM最大の資産である映画ライブラリーでさえ、スタジオを支えきれなかった。1982年以降、スタジオは自社製作から独立系作品の配給へと依存を強めた。最初の提携はフレッド・シルバーマンのインターメディアとの契約であった。また、1982年にはキャノン・グループと劇場配給およびホームビデオ配給で提携した。これはMGMとキャノンの最初の協力関係となった。さらに、ディノ・デ・ラウレンティスとPSMエンターテインメントとも契約を結んだ。

### MGMエンターテインメント
1985年8月7日、ターナー・ブロードキャスティング・システムがMGM/UAの買収を提案した。当時、映画のテレビ放映権の扱いが複雑化しており、テッド・ターナーは、彼のスーパーステーションWTBS向けにMGMの映画ライブラリーを取得する価値を見出していた。
この合併に先立ち、MGM/UAディストリビューションはUA/MGMディストリビューション・カンパニー（UA/MGM Distribution Co.）として改称され、MGMとUAの映画の販売および業務を担当する共同事業体となった。1986年3月25日、取引は15億ドルの現金・株式取引で完了し、会社名は、MGMエンターテインメント（MGM Entertainment Co.）に改称された。ターナーは直ちにMGMのUA部門をカーコリアンに約4億8000万ドルで売却した。しかし、ターナーは他の事業の債務負担に対する金融界の懸念から追加資金を調達できず、1986年8月26日にはMGMの製作・配給資産をUAに3億ドルで売却せざるを得なくなった。MGMスタジオ・ロットとラボ施設はロリマー・テレピクチャーズに売却された。ロリマー・テレピクチャーズは後にメトロカラーの施設、メトロカラー・フィルム・ラボラトリー（別名：MGMラボラトリー）をテクニカラーに6000万ドルで売却する。ターナーは、1986年5月以前のMGM映画ライブラリー、RKOラジオ・ピクチャーズ作品、1950年以前のワーナー・ブラザース作品を保持した。
MGMのバックカタログのうち、ターナーがどこまでの権利を取得したかについては、当初しばらくの間、争点となっていた。しかし、最終的には1986年5月以前に製作されたMGM映画ライブラリー、1950年以前のワーナー・ブラザース映画、パラマウントが公開した『ポパイ』のカートゥーン、RKOラジオ・ピクチャーズの米国およびカナダにおける配給権、そしてMGMが製作したテレビシリーズがターナーの所有する範囲であると確定した。ターナーはこれらの映画を活用し、新たなケーブルチャンネルターナー・ネットワーク・テレビジョン（TNT）を開局した。

### MGM/UAコミュニケーションズ
1986年8月、カーコリアンがMGMを取り戻した後も、MGM/UAのブランド名は引き続き使用されたが、会社名はMGM/UAコミュニケーションズ（MGM/UA Communications Co.）に変更された。これは以前のユナイテッド・アーティスツ・コーポレーションからの改称であり、MGMとUAはそれぞれ独立したブランドとして扱われることになった。この名称変更は同年9月10日に正式に発効し、同時にニューヨーク証券取引所（NYSE）のティッカーシンボルも再びUAからMGMへと変更された。1987年、MGM/UAコミュニケーションズはパラマウント・ピクチャーズとユニバーサル・ピクチャーズと提携し、中国市場向けに映画およびテレビ作品を販売する事業を開始した。
しかしながらカーコリアンは、引き続きMGM/UAの一部を売却しようと試みた。1988年7月には、MGMとUAを分割し、MGM/UAコミュニケーションズの82%を保有する彼がMGM株の25%をバリス・インダストリーズ（プロデューサーのバート・シュガーマン、ジョン・ピーターズ、ピーター・グーバーが運営）に売却する計画を発表した。しかし、このMGMのスピンオフ計画は数週間後に撤回された。
1989年には、オーストラリアの2つのメディア企業がMGM/UAの買収を試みた。ひとつは1985年に20世紀フォックスを買収した、ルパート・マードック率いるニューズ・コーポレーションで、13億5000万ドルで入札した。もうひとつはオーストラリアのクインテックスであり、これを上回る15億ドルで入札したが、財務問題のために契約は破談となった。このほかにも、テッド・ターナーが再びMGM/UAの買収を試みたが、これも実現しなかった。

### MGM=パテ・コミュニケーションズ
1990年、イタリア人金融家ジャンカルロ・パレッティはMGM/UAを買収する意向を発表した。フランス政府は、パレッティの人格、経歴、過去の取引に対する懸念から、彼によるPathé買収を阻止したものの、パレッティはクレディ・リヨネからの支援を受け、カーク・カーコリアンからMGM/UAを買収した。
この買収資金を調達するために、パレッティはMGM/UAの映画ライブラリを、ホームビデオの権利をタイム・ワーナーへ、国内テレビ放映権をターナー・ブロードキャスティングへ、それぞれ2003年までライセンス供与した。その後、彼は自身が所有するパテ・コミュニケーションズ・コーポレーション（旧キャノン・グループ、パレッティがパテ買収を試みる前に改名した配給会社であり、皮肉にもMGMは数年前にキャノン製作の作品を配給していた）とMGM/UAを合併させ、MGM=パテ・コミュニケーションズ（MGM–Pathe Communications Co.）を設立した。
1991年、MGM/UAの元社長であり、業界で高く評価されていたアラン・ラッド・ジュニアがMGMのCEOに就任した。しかし、その翌年、パレッティのMGM=パテの所有権は、複数の訴訟とクレディ・リヨネ銀行による債務不履行のために崩壊した。さらに、パレッティはアメリカおよびヨーロッパで証券詐欺の容疑に直面した。後に明らかになったところによると、MGM/UA買収契約の大部分は詐欺的または高度にレバレッジされた融資に基づくものであり、MGMの経営権を取得すると、彼は財務スタッフのほぼ全員を解雇し、俳優や監督などへの支払い遅延が相次ぐなど、MGM社内は混乱状態に陥った。またこの時期、パレッティがMGM買収の資金調達を目的に、ダンジャックに無断で『ジェームズ・ボンド』シリーズの国際テレビ放映権を売却しようとしたことが発覚し、ダンジャックはMGMを相手取って訴訟を起こした。この法廷闘争により、第17作目となる予定だった『プロパティ・オブ・ア・レディ（Property of a Lady）』の製作が中断された。訴訟の長期化により、ティモシー・ダルトンはジェームズ・ボンド役を降板し、1995年の第17作『ゴールデンアイ』でピアース・ブロスナンが新たにボンド役を務めることとなった。
MGM=パテは破産寸前に陥り、1992年半ばにはクレディ・リヨネがローンの債務不履行を理由にMGM=パテを完全に掌握し、社名をメトロ・ゴールドウィン・メイヤーに戻した。クレディ・リヨネはアラン・ラッド・ジュニアを解任し、パラマウント・ピクチャーズの元幹部であるフランク・マンキューソ・シニアを後任に据えた。マンキューソはMGMピクチャーズの会長としてマイケル・マーカスを、UAの責任者として元ワーナー・ブラザース幹部のジョン・キャリーをそれぞれ起用し、テレビ制作部門も設立した。アラン・ラッド・ジュニアは退任時に『ブレイブハート』を含む有力作品の権利を取得した。
1992年12月21日、MGMはカロルコ・ピクチャーズへの15%の出資（現金3000万ドル）および3000万ドルの転換社債の取得をカロルコの取締役会に承認された。1994年1月には、MGMがカロルコ作品の配給を開始し、トライスター ピクチャーズとの契約に代わる形となった。MGMはクレディ・リヨネの承認を得る必要があったが、同銀行はカロルコの主要債権者であったため、未払い債務の回収と新たな信用枠の供与が可能となった。
1993年第3四半期には、MGMの約10億ドルの負債を処理するためにMGMホールディングス・インクが設立された。1994年には、クレディ・リヨネが4億ドルの信用枠を提供し、ケミカル・バンクが主導する銀行団が3億5000万ドルの信用枠を提供した。1994年には映画『スターゲイト』がヒットを記録した。この時期に締結された契約には、セガ・オブ・アメリカと提携し、セガのビデオゲームを原作としたテレビ番組や映画を製作する計画（実現しなかった『ソニック・ザ・ヘッジホッグ』の映画を含む）、およびライシャー・エンターテインメントとの契約が含まれていた。

### メトロ・ゴールドウィン・メイヤー・ピクチャーズ
クレディ・リヨネは、MGMを売却する方針を打ち出した。入札者には、ニューズ・コーポレーション、ウォルト・ディズニー・カンパニー、ゼネラル・エレクトリック（GE）をはじめ、独立系製作会社のニュー・リージェンシー、モーガン・クリーク・プロダクションズ、さらにフランスのシャルジュール、ドイツのベルテルスマン、イギリス/オランダのメディア企業ポリグラムなどの海外企業が含まれていた。最終的に、最高額を提示したのはカーク・カーコリアンであり、1996年10月、13億ドルでスタジオを買い戻し、3度目のMGMオーナーとなった。この取引には、MGMスタジオの責任者であるフランク・マンキューソや、オーストラリアのテレビ局セブン・ネットワーク（後に1998年にカーコリアン自身が買収）も関与していた。この頃、ジョン・キャリーはUAの責任者を辞任し、ソニー・ピクチャーズ エンタテインメントのトップに就任した。彼の退任理由は、マンキューソが買収計画について事前に知らせなかったことと、給与の低さであったとされる。
1997年はMGMにとって大きな転機となった。4月11日、MGMはメトロメディアの映画関連子会社（オライオン・ピクチャーズ、サミュエル・ゴールドウィン・カンパニー、モーション・ピクチャー・コーポレーション・オブ・アメリカ）を5億7300万ドルで買収し、大幅に映画・テレビシリーズのライブラリを拡充するとともに、追加の制作能力を獲得した。この契約は同年7月に完了した。このライブラリは、『ジェームズ・ボンド』シリーズとともに、MGMの主要資産と見なされていた。MGMの長寿テレビシリーズ『スターゲイト SG-1』は、7月27日にShowtimeで放送開始となった。11月、MGMとダンジャックはソニー・ピクチャーズを提訴した。ソニーはケヴィン・マクローリーの支援を受け、『ジェームズ・ボンド』の競合シリーズを立ち上げようとしていたが、MGM側は、キャリーがMGM/UA在籍時に得た機密情報をソニーに提供したと主張した。12月、MGMはジャック・シュワルツマンの遺産管理団体から『ネバーセイ・ネバーアゲイン』の権利を取得した。
1997年12月、MGMはコンソーシアム・ド・レアリザシオンが保有する1000本の映画（エピック・フィルム・ライブラリと呼ばれる）の買収を試みたが、ポリグラムに敗れた。しかし、1999年にシーグラムからポリグラム・フィルムド・エンターテインメントの1996年以前のライブラリの3分の2を2億5000万ドルで取得し、ライブラリの総数を4000本に拡大した。これに先立ち、MGMは1997年春から100本の映画についてホームビデオ配給権を保有していた。ポリグラムのライブラリは、MGMの子会社であるオライオン・ピクチャーズを通じて購入され、1990年に締結されたワーナー・ホーム・ビデオとのビデオ配給契約を回避するための措置が取られた。また、MGMは以前ターナー・ブロードキャスティング・システムにライセンス供与していた800本以上の映画の放送権を取り戻した。
1998年、MGMはサミュエル・ゴールドウィン・カンパニーを、ゴールドウィン・フィルムズの名で独立系映画部門として再編した。しかし、サミュエル・ゴールドウィン・ジュニアは、メトロメディア在籍時の給与と損害補償を求める訴訟を起こし、さらにMGMに対しても、ゴールドウィン名称の使用について商標侵害と不公正競争を理由に提訴した。MGMとメトロメディアは1999年1月10日に和解し、MGMのゴールドウィン・フィルムズは、G2フィルムズに改称された。同年半ば、MGMとソニーは和解し、MGMは『スパイダーマン』の映画化権をソニーに譲渡する代わりに、『カジノ・ロワイヤル』の権利を取得した。
1999年3月、MGMはワーナー・ホーム・ビデオとの契約を2億2500万ドルで終了し、1986年以降の映画のホームビデオ配給権を再取得した。一方、ワーナーは1986年以前のカタログのホームビデオ配給を引き継いだ。さらに、欧州連合（EU）が国際配給会社ユナイテッド・インターナショナル・ピクチャーズ（UIP）を違法カルテルとして非難したことを受け、MGMはUIPとの国際劇場配給契約を終了した。1999年6月22日、MGMは20世紀フォックスと3年間の国際配給契約および戦略的提携を締結した。これにより、北米以外での劇場およびホームビデオの配給をフォックスが担当することとなった。また、ケーブルおよび衛星放送事業の共同開発も検討された。この契約は、ホームビデオ配給が2000年2月、劇場配給が2000年11月から開始され、2003年1月末まで続く予定であった。
2001年、MGMはケーブルビジョン・システムズからレインボー・メディア・グループの20%の株式を8億2500万ドルで取得した。2003年、MGMはユニバーサル・スタジオの買収を試みたが失敗し、複数のケーブルチャンネル投資を売却せざるを得なくなった（この取引により7500万ドルの損失を計上した）。
2002年1月、MGMはMGMエンターテインメント・ビジネス・グループを設立し、弁護士のダーシー・デンカートを社長に任命した。彼女はMGMの舞台演劇部門MGMオン・ステージを統括し、その共同代表としてディーン・ストルバーが加わった。
2003年5月27日、MGMは国際的なホームビデオ配給権を完全に再取得した。一方、フォックスは特定の発展途上地域でのMGM映画の配給を引き続き担当することとなった。

### MGMホールディングス

#### 入札合戦と企業再編
2002年、カーク・カーコリアンは再びMGMを売却する方針を示し、売却価格を70億ドルと提示した。2004年、MGMの競合他社の多くが買収を検討し、まずタイム・ワーナーが入札を開始した。タイム・ワーナーの入札は予想されたものであり、同社の最大株主であるテッド・ターナーは、自身のターナー・ブロードキャスティング・システムを1996年にタイム・ワーナーと合併させていた。しかし、MGMとの短期間の交渉の後、タイム・ワーナーは買収に失敗した。最終的に、買収競争の主導権を握ったのは、コムキャストおよび未公開株式投資ファーム（テキサス・パシフィック・グループ、DLJ、プロビデンス・エクイティ・パートナーズ）による支援を受けたソニー・コーポレーション・オブ・アメリカであった。ソニーの主な目的は、MGMをBlu-ray Disc規格の支持に取り込むことであり、ソニー・ピクチャーズ エンタテインメントとのコスト相乗効果は二次的なものであった。タイム・ワーナーも対抗入札を行い（テッド・ターナーはこれを阻止しようとしたと報じられている）、最初に1株あたり11.25ドル（総額約47億ドル）を提示したが、2004年9月13日、ソニーが入札額を12ドル（50億ドル）に引き上げたため、タイム・ワーナーは11ドル（45億ドル）の入札を撤回した。MGMとソニーは最終的に約50億ドルでの買収に合意し、そのうち約20億ドルはMGMの負債返済に充てられた。2005年から2006年にかけて、MGMとUAの映画は、米国内ではコロンビア・トライスター・モーション・ピクチャー・グループによって配給された。
しかし、MGMとソニーの間で問題が発生した。最大の課題は、ソニーがMGMのカタログ作品のDVD販売目標を達成できなかったことであった。これを受けて、プロビデンス・エクイティはハリー・スローンをMGMの会長に任命した。スローンは、MGMをソニーの傘下にあるレーベルとして運営するのではなく、独立したスタジオとして存続させる方針を打ち出した。このほかにも、MGMとソニーの間の対立や、両社内部での問題が顕在化し、最終的にMGMは独立スタジオとして再編された。
2006年2月、MGMは劇場映画の配給事業に再参入することを発表した。同社はワインスタイン・カンパニー（TWC）、レイクショア・エンターテインメント、バウアー・マルティネスをはじめとする複数の独立系スタジオと契約を結び、2006年から2007年初頭にかけて14本の劇場公開作品を配給する計画を立てた。さらに、2007年には公開作品数を20本以上に増やすことを目指した。新体制下でのMGM最初の公開作品は、2006年4月7日に封切られた『ラッキーナンバー7』であった。TWCとの配給契約は3年間の予定であったが、3か月前倒しで終了した。
2006年5月31日、MGMはホームビデオの大部分の配給を、ソニー・ピクチャーズ ホームエンタテインメントから20世紀フォックス ホーム エンターテイメントへ移管すると発表した。さらに、世界的なテレビ配信事業の再編を計画していることも明らかにした。また、MGMはニュー・ライン・テレビジョンと契約を結び、ニュー・ラインの米国向け映画およびテレビシリーズのシンジケーション・パッケージの配給を担当することとなった。MGMは、2008年までニュー・ラインのテレビ部門のバーター販売代理を務めた。
2006年3月15日、ソウルにて、MGM、韓国のエンターテインメント事務所グロビット、釜山市との間で、テーマパークに関する仮契約が締結された。このMGMスタジオ・シティは、釜山市が所有する245エーカーの土地に建設され、2011年の開業を予定していた。総工費は10億2000万ドルと見積もられ、27のアトラクション、映画アカデミー（撮影セット付き）、ホテル、レストラン、ショッピング施設を備える計画であった。グロビットが資金調達と管理を担当し、MGMはコンテンツと全体計画を担うとともに、5%から10%の株式を取得するオプションを有していた。
2006年11月2日、俳優・プロデューサーのトム・クルーズと、彼の制作パートナーであるポーラ・ワグナーがMGMと契約を締結し、UAの経営を引き継ぐこととなった。ワグナーはUAの最高責任者に就任した。

#### デジタル時代のMGM
その後数年間にわたり、MGMは配信、新技術・メディアの活用、製品の宣伝・販売のための合弁事業など、さまざまな取り組みを開始した。2007年4月、MGMの映画がAppleのiTunesサービスを通じてダウンロード可能になることが発表、MGMの既存映画約100本をiTunesで提供すると明らかにされた。配信される映画には、『ロッキー』、『RONIN』、『マッドマックス』、『ダンス・ウィズ・ウルブズ』といった比較的近年の作品に加え、『野のユリ』『大列車強盗』などの黄金時代のクラシック作品も含まれていた。同年10月、MGMはディレクTVで、MGM HDを開始し、ハイビジョンフォーマットの映画ライブラリを提供した。2008年11月1日、MGMはワイゲル・ブロードキャスティングと提携し、新しいチャンネルThis TVを開設した。また、同年8月12日、MGMはコムキャストと共同で、新たなビデオ・オン・デマンドネットワーク、Impactを立ち上げた。2008年11月10日、MGMはYouTubeで長編映画を配信する計画を発表した。
2008年4月14日、韓国政府機関が、MGMと仁川国際空港公社が、MGMスタジオ・テーマパークを建設することで合意したと発表した。建設予定地は、仁川国際空港近くの永宗島にある約150万平方メートルの敷地であった。しかし、最終的にテーマパークは設計されたものの、建設には至らなかった。

#### 破産申請
2009年半ばの時点で、MGMは37億ドルの負債を抱えており、利息の支払いだけで年間2億5,000万ドルに達していた。MGMは膨大な映画・テレビライブラリから年間約5億ドルの収益を上げていたが、経済不況の影響でこの収益は大幅に減少していたと報じられている。
MGMが任意または強制的な破産を回避できるかどうかは、映画業界で大きな議論の的となっていた。MGMは、2010年4月に2億5,000万ドルの信用枠を返済する必要があり、2011年6月には10億ドル、2012年には残りの27億ドルのローンを返済しなければならなかった。2009年5月、MGMの監査役は同社に問題がないとの見解を示し、債務返済の見通しが立っていると結論付けた。その時点でMGMは債権者と交渉を行い、返済期限の延長または債務を株式に交換する「デット・フォー・エクイティ・スワップ」を模索していた。しかし、業界の専門家はMGMが連邦倒産法第11章（チャプター11）の申請を回避できるか疑問視しており、交渉が決裂すれば破産申請は避けられないと見ていた。MGMとその子会社であるユナイテッド・アーティスツは年間に制作する映画の本数が非常に少なくなっており、MGMの存続はこれらの映画（特に『007 スカイフォール』）の興行成績にかかっていると広く考えられていた。また、ニューヨークのヘッジファンドであるエリオット・アソシエイツが、MGMの負債を買い取ることで、同社を強制的に破産させようとしている可能性があるとの指摘もあった。
2009年8月17日、CEOのハリー・E・スローンが辞任し、新たなCEOにスティーブン・F・クーパーが就任した。クーパーは2001年のエンロン破綻後の再建を主導し、2005年にはクリスピー・クリームの再編・成長を指揮した経歴を持つ経営幹部であった。クーパーの起用は、MGMの債務問題に迅速に対応するためのものと考えられていた。2009年10月1日、新経営陣は債権者と支払い猶予を交渉し、2009年9月から11月に発生する利息の支払いを2009年12月15日まで延期することで合意した。
2010年2月、MGMは今後4か月以内にスタジオが売却される可能性が高いと発表し、最新作の『オフロでGO!!!!! タイムマシンはジェット式』がMGMブランドで公開される最後の4作品の一つになるかもしれないと示唆した。しかしながら、一部では、MGMブランドが『ジェームズ・ボンド』シリーズやMGMライブラリの映画作品のためのラベルとして存続する可能性があるとも報じられた。
2010年11月3日、MGMホールディングス、メトロ・ゴールドウィン・メイヤー、そして関連する160の子会社が、チャプター11を申請し、債権者が会社を引き継ぐことを前提とした「プリパッケージ型（事前調整型）」の再建計画を提出した。
2010年12月20日、MGMは破産手続きを完了し、再建を果たしたと発表した。スパイグラス・エンターテインメントの幹部であるゲイリー・バーバーとロジャー・バーンバウムが共同会長兼共同CEOに就任した。

#### 破産後
2011年1月4日、MGMとワイゲル・ブロードキャスティングは、MeTVを全米で配信する計画を発表した。2011年2月2日、MGMはジョナサン・グリックマンを映画部門の社長に任命した。その6日後、MGMはソニー・ピクチャーズ エンタテインメントと、MGMの映画の世界配給を担当する契約を最終調整していた。この契約には、『ジェームズ・ボンドシリーズ』の最新作『007 スカイフォール』と『007 スペクター』の配給が含まれており、さらにMGMが『ドラゴン・タトゥーの女』など、ソニーの選定した映画の共同出資者となる権利を持つことが盛り込まれた。この契約は2011年4月13日に正式に締結された。20世紀フォックスとMGMのライブラリ配給契約は2011年9月に期限を迎える予定だったが、2011年4月14日に契約が更新・延長された。さらに5年後の2016年6月27日には再び契約が更新・延長されたが、2019年のディズニーによる21世紀フォックス（20世紀フォックスを含む）の買収により、2020年6月に契約は終了した。
MGMは『ロボコップ』と『ポルターガイスト』のリメイクを含むいくつかのプロジェクトを進め（それぞれ2014年と2015年にリメイク版『ロボコップ』と『ポルターガイスト』は公開された）、破産後初の映画『Mr.ズーキーパーの婚活動物園』を2011年7月8日にコロンビア ピクチャーズと共同配給した。バーバーとバーンバウムのもとでの新MGMは、他の制作会社の映画に共同出資し、配給やマーケティングは他社に任せる方針を取った。MGMは新作映画の国際的なテレビ配信権を管理し、過去の映画ライブラリの管理も継続した。2011年には、MGMが製作を完了していた『レッド・ドーン』と『キャビン』の権利をそれぞれフィルム・ディストリクトとライオンズゲート・フィルムズに譲渡する契約が結ばれた。
2012年10月3日、バーンバウムはMGMの経営幹部を退き、「実際の映画製作」に復帰する意向を発表した。ただし、今後もMGM専属のプロデューサーとして映画制作に関わる。2012年12月、デンカートはMGM on Stageの共同社長を退任し、ブロードウェイとウェスト・エンドで5本の舞台をプロデュースした後、引退した。2014年5月、MGMはタイタン・ブロードキャスト・マネジメントが所有する局を含む、全米の31％の地域で利用可能な新チャンネルThe Worksを発表した。
2013年、オライオンのブランドが復活し、テレビ番組制作部門としてシンジケート型裁判番組の制作を開始した。さらに、2014年第4四半期には、オライオン・ピクチャーズの名前がビデオ・オン・デマンドや限定的な劇場公開向けのブランドとして復活した。
2017年3月、MGMはアンナプルナ・ピクチャーズと、特定の国際市場における劇場公開、ホームエンターテイメント、テレビ配信権を含む複数年契約を締結した。2017年10月31日には、MGMとアナプルナがアメリカでの配給合弁会社ミラー・リリーシングを設立した。ただし、このパートナーシップはMGMの全作品を対象とするものではなく、ワーナー・ブラザースやパラマウントを通じて配給される作品も引き続き存在する。また、再始動したオライオン・ピクチャーズの作品は含まれない。
2019年2月5日、アンナプルナとMGMは、アメリカ国内の配給合弁会社を、「ユナイテッド・アーティスツ・リリーシング」としてリブランディングおよび拡張し、オライオン・ピクチャーズの配給チームと作品もこの合弁会社に統合された。これは、ユナイテッド・アーティスツの設立100周年を記念して決定された。
2017年10月にハーヴェイ・ワインスタインの性的暴行疑惑が浮上した後、MGMはワインスタイン・カンパニーの買収に関心を示した22社のうちの1社として名前が挙がった。2017年10月、MGMの取締役会はゲイリー・バーバーの会長兼CEO契約を2022年12月まで延長した。2018年2月、レイサム＆ワトキンスの元M&A弁護士クリス・ブリートンが最高執行責任者に任命された。2018年3月19日、MGMホールディングスはバーバーの解任を発表したが、その理由は明らかにされなかった。当面の間、経営は新たに設立された「オフィス・オブ・ザ・CEO」によって運営されることとなった。
2019年4月、MGMはジョージ・クルーニーとグラント・ヘスロヴが所有するスモークハウス・ピクチャーズと2年間のファーストルック契約を結んだ。この契約の最初の作品は、ジャーナリストのアレックス・パパデマスが執筆したエピック誌の記事「Saint John」に基づくジョン・デロリアンの映画であり、脚本はキース・ブニン、監督はクルーニーが務め、彼自身が主演する可能性もある。
2019年4月、MGMはAGBOフィルムズと複数の映画に関する非独占的なクリエイティブ・パートナーシップを締結し、MGMのライブラリからの作品を共同開発、共同制作、共同出資することに合意した。この契約には、新作映画プロジェクトの共同開発資金が含まれており、その最初の映画は『華麗なる賭け』のリメイクとなる予定である。
2019年6月、MGMはブロン クリエイティブと1億ドル規模の共同出資契約を締結した。この契約には、オライオン・ピクチャーズの3作品を含む少なくとも9本の映画が含まれていた。
MGMは、新型コロナウイルスのパンデミックの影響を受け、『007/ノー・タイム・トゥ・ダイ』を含む映画の公開を最初に延期したスタジオの一つとなった。その後、2020年4月には全従業員の7%が解雇された。
2020年前半には幹部の入れ替えが相次いだ。2020年1月、ジョナサン・グリックマンが退任し、マイケル・デ・ルカが映画部門の会長に就任した。さらに、2020年4月初旬には、ベテランのエグゼクティブ兼プロデューサーのパメラ・アブディが映画部門の社長に任命された。また、プロダクション共同社長のキャシディ・ラングとアダム・ローゼンバーグは、2020年5月1日までに退社した。
2020年5月、MGMはテレビ部門を通じて、オーディオ・アップというポッドキャスト制作スタジオ・プラットフォーム・ネットワークへの投資を行った。オーディオ・アップは、毎年5本のポッドキャストをMGM向けに制作するほか、その作品に対する独占的なファーストルック契約を締結した。さらに同月、MGMはキラー・フィルムズと2年間の映画・テレビ番組に関するファーストルック開発契約を結んだ。
2013年と2015年、スターズ・エンターテイメントはMGMと独占的な映画ライセンス契約を締結し、585本の映画と176本のテレビシリーズを取得した。しかし、2019年8月、スターズはMGMが所有する映画『ビルとテッドの大冒険』がAmazon Prime Videoでストリーミング配信されていることを発見し、これを削除させた。スターズがMGMを追及したところ、同年11月にMGMは244本の映画およびテレビシリーズがEpixを含む他のプラットフォームで配信されていたことを認めた。MGMはその月、ライセンス追跡システムの修正を発表したが、Starzはさらに100本のMGM作品が他のプラットフォームで配信されていることを発見した。これによりスターズはケーブルテレビ事業者に対する自社チャンネルの価値が低下すると考え、2020年5月4日に契約違反を明らかにするための訴訟を起こした。

### Amazonの子会社

MGMのコーポレートモノグラムプリントロゴ（2021年から2024年使用）。現在も、スタジオのライセンス物理メディアリリースおよびMGM+のロゴとして使用されている。

2020年12月、新型コロナウイルスのパンデミックや映画館の閉鎖に伴うストリーミングプラットフォームの台頭を背景に、MGMはスタジオの売却を模索し始めた。同社はモルガン・スタンレーとライオンツリー・アドバイザーズを雇い、売却プロセスを進めることを決定した。
2021年5月17日、オンライン小売・テクノロジー企業AmazonがMGMの買収交渉に入った。交渉はMGMの取締役会会長であり、主要株主のアンカレッジ・キャピタル・グループを率いるケヴィン・ウルリッヒと直接行われた。そして2021年5月26日、AmazonはMGMを84億5000万ドルで買収すると正式発表した。この買収は規制当局の承認やその他の条件を満たす必要があり、MGMはAmazonスタジオとPrime Videoを補完するラベルとして運営を継続することになった。2022年3月15日、Amazonは欧州連合の無条件の独占禁止法承認を取得し、MGM買収を進めることが確定した。
2022年2月8日、ポール・トーマス・アンダーソン監督の『リコリス・ピザ』が、1988年の『レインマン』以来33年ぶりにMGM作品としてアカデミー賞作品賞にノミネートされた。
2022年3月17日、AmazonはMGMの買収を正式に完了した。同日、AmazonスタジオおよびPrime VideoのSVPであるマイク・ホプキンスは、MGMの作品は今後も「ケースバイケース」で劇場公開される方針であり、MGMの全従業員がAmazonスタジオの組織に統合されると発表した。また、MGMの製作スケジュールや公開計画には変更がなく、『ジェームズ・ボンド』シリーズのクリエイティブチームにも影響がないことが明言された。買収後のMGMの将来について、3月18日にMGMとAmazonスタジオ/Prime Videoの社員向けに2回のタウンホールミーティングが開催された。2022年3月22日、MGMは買収後初の作品として、ルカ・グァダニーノ監督の『ボーンズ アンド オール』の世界配給権を獲得した。2022年4月27日、マイケル・デ・ルカとパメラ・アブディがワーナー・ブラザースへ移籍することが発表された。その後、2022年8月、MGMとワーナー・ブラザースは北米以外の国際市場におけるMGM作品の配給に関する複数年契約を締結。これにより、『ボーンズ アンド オール』や『クリード 過去の逆襲』を含むMGM作品は、海外市場ではワーナー・ブラザースを通じて配給されることになった。ただし、『ティル』、『ウーマン・トーキング 私たちの選択』、およびイーオン製作の第26作目の『ジェームズ・ボンド』映画は対象外となり、これらはユニバーサル・ピクチャーズが国際配給を担当することになった。
2022年11月30日、Amazonスタジオの責任者であるジェニファー・サルケがMGMの映画・テレビ部門の全面的な指揮を執ることが発表された。同時に、COOのクリス・ブレアトンはMGM+およびMGMオルタナティブ・テレビジョンの戦略担当バイスプレジデントに転任した。
2023年3月4日、Amazonはユナイテッド・アーティスツ・リリーシング（UAR）の運営を終了し、MGMに統合することを決定。この決定は、Amazonスタジオの映画『AIR/エア』を劇場公開するという判断に関連しており、2024年のアカデミー賞を見据えた戦略の一環だった。これにより、『クリード 過去の逆襲』がAmazon傘下のMGMとして初めて直接配給した作品となった。
2023年5月、AmazonスタジオはMGM作品およびAmazonオリジナル作品の国際配給を担当する新部門Amazon MGMスタジオ・デストリビューションを設立した。この新部門によるMGM作品の第一弾は、2023年8月30日にテルライド映画祭でプレミア上映された『Saltburn』と9月8日にPrime Videoで公開された『私がケーキを焼く理由』であった。
2023年10月4日、Amazonの現地オリジナル作品の収益化担当ディレクターであるパブロ・イアコヴィエロは、マドリードで開催されたTVフォーラム、イブラシリエス&プラチノ・インドゥスリアにおいて、AmazonスタジオがAmazon MGMスタジオに改称されることを発表した。2023年9月17日、オライオン・ピクチャーズ製作の『アメリカン・フィクション』がトロント国際映画祭でピープルズ・チョイス・アワードを受賞し、MGMにとって初の受賞作品となった。2024年1月、AmazonはAmazon MGMスタジオ、Prime Video、Twitchにおいて数百人規模のレイオフを発表。マイク・ホプキンスによると、この措置は「長期的な成功のための投資を優先し、顧客の最も重要なニーズに集中する」ためのものであった。
2024年3月、Prime Videoで配信されたリメイク版『ロード・ハウス』を皮切りに、MGMは設立100周年の記念キャンペーンを開始。年間を通じてMGM作品に「100 Years」ロゴのバリエーションが表示されることになった。2024年4月には、Fandango at Home、Rotten Tomatoes、iTunesと共同で、MGMのライブラリから100本の映画を厳選した「100 Essential Movies」バンドルが期間限定で提供された。
2024年9月、Amazon MGMスタジオおよびPrime Videoは、映画業界団体モーション・ピクチャー・アソシエーション（MPA）の7番目の正式メンバーとなり、MGMは2005年以来初めてMPAに復帰することとなった。

## 本社
2011年8月22日以降、MGMの本社はカリフォルニア州ビバリーヒルズに所在しており、同地の6階建てオフィスビルに入居している。144,000-平方フート (13,400 m2)）の規模を有し、当初はタレント・エージェンシーのウィリアム・モリスのために建設されたものであるが、2009年4月にエンデバヴァー・タレント・エージェンシーと合併したことにより、ほとんど利用されないままとなっていた。MGMはこのビル内にプライベートシアターおよび屋外パティオを設ける計画であった。
2003年以前、MGMの本社はカリフォルニア州サンタモニカのコロラド・センターに所在しており、少なくとも14,000平方メートル（150,000平方フィート）を占有していた。2000年には、ロサンゼルスにおいて21世紀初の高層ビルとして完成予定であった新築ビルへの本社移転を発表し、同ビルはMGMが設計途中で主要テナントとなることに合意したことから、「MGMタワー」として知られるようになった。2003年の開業が予定されていた。当時の会長兼CEOであったアレックス・イェメニジアンによって設計された豪奢なオフィス空間は、ロサンゼルス・タイムズ紙のロジャー・ヴィンセントおよびクラウディア・エラーによれば、「ラスベガス風の壮麗な装飾、例えば巨大な大理石の柱や、受賞トロフィーで飾られた螺旋階段」など、贅を尽くしたものであった。

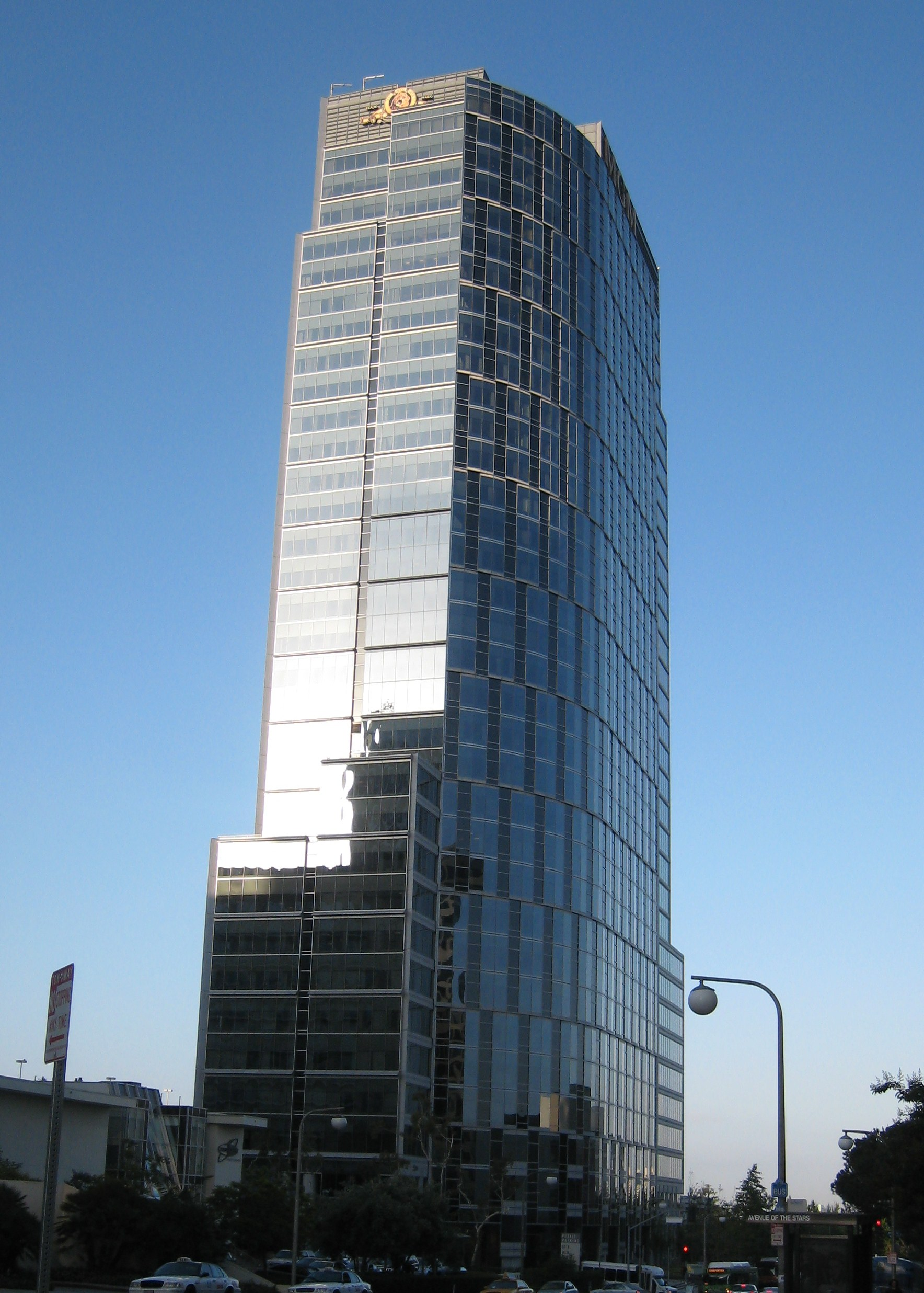
旧本社ビル、MGMタワーは、屋上に掲げられた有名な「レオ・ザ・ライオン」のロゴによって知られた。かつての本社ビルである。

建築家スコット・ジョンソンは、MGMの幹部らが屋外デッキを使用できるよう、ビルの下部3分の1において特に広いフロアを設計した。イタリアから輸入された大理石を用いたオフィス空間、MGM専用の駐車場・セキュリティチェックポイント・エレベーターバンクといった、訪問する著名人のプライバシーを守るための配慮がなされていた。ビル内の3つの試写室のうちの1つは、地上階に設置された100席のシアターであり、2010年12月にはインターナショナル・クリエイティブ・マネジメントによって引き継がれた。14階のロビーには、幹部用スイートおよびアカデミー賞受賞作品に贈られたオスカー像の壁が設けられていた。ビルの駐車場へ続く通りは「MGMドライブ」と改称され、夜間にはライトアップされた大型のMGMロゴが建物の屋上を飾っていた。2010年12月時点において、MGMはMGMタワー内で19,000平方メートル（200,000平方フィート）を借用し、月額平米単価約5ドルの賃料を支払っていた。
2010年に破産保護から脱したMGMは、約50億ドルに上る負債問題解決の一環として、ビバリーヒルズへの本社移転を発表した。当時、センチュリーシティのリース契約は2018年まで有効であったが、ヴィンセントおよびエラーによれば、ビバリーヒルズの新社屋における月額平米単価は、MGMタワーより大幅に安価であった。不動産コンサルタントであるラリー・コズモント（同件には関与していない）は、「これは彼らにとって賢明な選択である。過剰な豪華さと経費の負担から解放され、それでもなお存在感のあるスペースに縮小・移転することは、彼らの生き残りにとって基本的要件である」と述べている。MGMは2011年8月19日をもって、MGMタワーを退去した。

## ロゴとモットー
スタジオの公式モットーは、「Ars Gratia Artis」（アールス・グラーティア・アルティス）であり、これはラテン語で「芸術のための芸術」を意味する語句である。このモットーは、当時のスタジオ広報責任者であったハワード・ディーツによって選定されたものである。
スタジオのロゴは、モットーの刻まれたフィルムの輪に囲まれた、咆哮するライオンの姿を特徴とする。レオ・ザ・ライオンをフィーチャーしたこのロゴは、1916年にディーツがゴールドウィン・ピクチャーズのために創作したものであり、1924年にMGMの使用に合わせて更新された。ディーツは、自身の母校であるコロンビア大学のマスコット「ライオン」に着想を得て、このロゴを設計した。当初のロゴは無音であったが、1928年8月に初めて、ライオンの咆哮音が映画に付加された。
1930年代から1940年代にかけて、スタジオは「天の星よりも多くのスターがいる」と自称しており、これは契約下にある多数のA級映画スターを象徴するスローガンであった。この第二のモットーもまた、ディーツによって考案されたものであり、1932年に初めて使用された。
2021年3月8日、スタジオは「Ars Gratia Artis」のモットーを中心としたブランド再構築を発表し、これをソーシャルメディアおよびマーケティング全般に適用した。新たなブランド展開では、写実的なCGI版レオ・ザ・ライオンのロゴを導入し、またテレビ・デジタル・映画ポスター向けに新たな印刷ロゴも発表された。従来の静的なMGMロゴは段階的に廃止され、スタジオ名を小さいサイズでも認識しやすくするため、長年使用されてきた書体による「MGM」の頭文字のみが用いられるようになった。
2023年9月時点において、このロゴはAmazon MGMスタジオの名義で制作・配給された映画の冒頭においても使用されており、MGMが直接関与していない作品にも適用されている。これは、2016年から2023年まで使用されていた従来のMGMスクリーンロゴの引退に伴うものである。

## 映画ライブラリー

### ターナー・エンターテインメント
1986年にMGMの短期間の所有者となったテッド・ターナーは、同年、ターナー・エンターテインメントを設立し、1986年5月以前のMGM映画・テレビライブラリーおよび1950年以前のワーナー・ブラザース映画ライブラリーの保有・管理を目的とした持株会社とした。売却後も数年間、MGMはこれらの作品のホームビデオ版をターナーからのライセンスの下で配給し続けていたが、1990年に同配給権をすべてワーナー・ブラザースへ売却した。1996年、ターナーの保有資産がタイム ワーナー エンターテイメントに買収されたことに伴い、ターナーが保有していた映画の権利は、1999年にMGMとワーナー・ホーム・ビデオとの配給契約が終了した際、ワーナー・ホーム・ビデオに再割り当てされた。現在においても、ターナー・エンターテインメント社はワーナー・ブラザース・ディスカバリーの子会社として存続しており、引き続き著作権上の権利者としてクレジットされている。

### 映画シリーズ
| 作品名                                       | 公開年         | 作品数 | 注釈 |
| -------------------------------------------- | -------------- | ------ | --- |
| ベン・ハー                                   | 1925–2016年    | 5作    | 1925年作品、1959年リメイク、『キング・オブ・キングス』はターナー・エンターテインメント所有                |
| 『ブロードウェイ・メロディー』               | 1929–1940年    | 4作    | |
| 『類猿人ターザン』                           | 1932–1942年    | 6作    | |
| 『影なき男』                                 | 1934–1947年    | 6作    | |
| 『アンディ・ハーディ』                       | 1937–1958年    | 16作   | |
| 『ドクター・キルデア』                       | 1938–1942年    | 9作    | |
| 『メイジー』                                 | 1939–1947年    | 10作   | |
| 『ニック・カーター』                         | 1939–1940年    | 3作    | |
| 『ドクター・ギレスピー』                     | 1942–1947年    | 6作    | |
| 『名犬ラッシー』                             | 1943–1949年    | 6作    | |
| 『花嫁の父』                                 | 1950–1951年    | 2作    | |
| 『荒野の七人』                               | 1960–2016年    | 2作    | ユナイテッド・アーティスツより取得                                                                        |
| 『ジェームズ・ボンド』                       | 1962–現在      | 25作   | ユナイテッド・アーティスツより取得                                                                        |
| 『ピンク・パンサー』                         | 1963–現在      | 11作   | ユナイテッド・アーティスツより取得                                                                        |
| 『フリッパー』                               | 1963–1996年    | 3作    | |
| 『2001年宇宙の旅』                           | 1968–1984年    | 2作    | |
| 『ザッツ・エンターテインメント』             | 1974–1994年    | 4作    | ターナー・エンターテインメントとの共同製作、ワーナー・ブラザース所有                                      |
| 『ロッキー』                                 | 1976–現在      | 9作    | ユナイテッド・アーティスツより取得                                                                        |
| 『フェーム』                                 | 1980–2009年    | 2作    | オリジナル映画はターナー・エンターテインメント所有                                                        |
| 『ポルターガイスト』                         | 1982–2015年    | 3作    | オリジナル映画はターナー・エンターテインメント所有                                                        |
| 『ニムの秘密』                               | 1982–2009年    | 2作    | |
| 『ウォー・ゲーム』                           | 1983–2008年    | 2作    | |
| 『ティーン・ウルフ』                         | 1985–2023年    | 3作    | ポリグラム・フィルムド・エンターテインメントより取得、パラマウント・ピクチャーズとMTVスタジオとの共同製作 |
| 『ロボコップ』                               | 1987–2014年    | 4作    | オライオン・ピクチャーズより取得                                                                          |
| 『チャイルド・プレイ』                       | 1988年；2019年 | 2作    | |
| 『天国から来たわんちゃん』                   | 1989–1996年    | 2作    | |
| 『ビルとテッド』                             | 1989–2020年    | 3作    | オライオン・ピクチャーズより取得                                                                          |
| 『ハンニバル・レクター』                     | 1991–2007年    | 2作    | オライオン・ピクチャーズより取得、配給のみ                                                                |
| 『スピーシーズ』                             | 1995–2007年    | 4作    | |
| 『キャリー』                                 | 1976–2013年    | 4作    | ユナイテッド・アーティスツより取得；スクリーン・ジェムズとの共同制作                                      |
| 『キューティ・ブロンド』                     | 2001–現在      | 5作    | |
| 『ジーパーズ・クリーパーズ』                 | 2001–2003年    | 2作    | |
| 『バーバーショップ』                         | 2002–2016年    | 4作    | |
| 『エージェント・コーディ』                   | 2003–2004年    | 2作    | |
| 『スパッド』                                 | 2010–2014年    | 3作    | |
| 『オフロでGO!!!!! タイムマシンはジェット式』 | 2010–2015年    | 2作    | |
| 『ドラゴン・タトゥーの女』                   | 2011–2018年    | 2作    | |
| 『21ジャンプストリート』                     | 2012–2014年    | 2作    | コロンビア・ピクチャーズとの共同製作                                                                      |
| 『ホビット』                                 | 2012–2014年    | 3作    | ニュー・ライン・シネマとの共同製作、ワーナー・ブラザースと共同所有                                        |
| 『G.I.ジョー』                               | 2013–2021年    | 2作    | パラマウント・ピクチャーズによる配給                                                                      |
| 『マックス』                                 | 2015–2017年    | 2作    | |
| 『アダムス・ファミリー』                     | 2019–現在      | 2作    | ユニバーサル・ピクチャーズとの共同製作                                                                    |

### 興行収入上位作品
| 順位 | 作品名                             | 公開年 | 興行収入     | 製作・配給会社             |
| ---- | ---------------------------------- | ------ | ------------ | -------------------------- |
| 1    | 『007 スカイフォール』             | 2012年 | $304,360,277 | ソニー                     |
| 2    | 『ホビット 思いがけない冒険』      | 2012年 | $303,030,651 | ワーナー・ブラザース       |
| 3    | 『ホビット 竜に奪われた王国』      | 2013年 | $258,387,334 | ワーナー・ブラザース       |
| 4    | 『ホビット 決戦のゆくえ』          | 2014年 | $255,138,261 | ワーナー・ブラザース       |
| 5    | 『アリー/ スター誕生』             | 2018年 | $215,333,122 | ワーナー・ブラザース       |
| 6    | 『風と共に去りぬ』                 | 1939年 | $200,882,193 | MGM                        |
| 7    | 『007 スペクター』                 | 2015年 | $200,074,609 | ソニー                     |
| 8    | 『22ジャンプストリート』           | 2014年 | $191,719,337 | ソニー                     |
| 9    | 『ダンス・ウィズ・ウルブズ』       | 1990年 | $184,208,848 | オライオン                 |
| 10   | 『レインマン』                     | 1988年 | $172,825,435 | UA                         |
| 11   | 『007/慰めの報酬』                 | 2008年 | $168,368,427 | ソニー                     |
| 12   | 『007/カジノ・ロワイヤル』         | 2006年 | $167,445,960 | ソニー                     |
| 13   | 『ハンニバル』                     | 2001年 | $165,092,268 | MGM / ユニバーサル         |
| 14   | 『007 ダイ・アナザー・デイ』       | 2002年 | $160,942,139 | MGM / 20世紀フォックス     |
| 15   | 『007/ノー・タイム・トゥ・ダイ』   | 2021年 | $160,869,031 | UAR / ユニバーサル         |
| 16   | 『クリード 過去の逆襲』            | 2023年 | $156,248,615 | MGM / ワーナー・ブラザース |
| 17   | 『プラトーン』                     | 1986年 | $138,530,565 | オライオン                 |
| 18   | 『21ジャンプストリート』           | 2012年 | $138,447,667 | ソニー                     |
| 19   | 『羊たちの沈黙』                   | 1991年 | $130,742,922 | オライオン                 |
| 20   | 『ロッキー4/炎の友情』             | 1985年 | $127,873,716 | UA                         |
| 21   | 『ワールド・イズ・ノット・イナフ』 | 1999年 | $126,943,684 | MGM                        |
| 22   | 『トゥモロー・ネバー・ダイ』       | 1997年 | $125,304,276 | UA                         |
| 23   | 『ロッキー3』                      | 1982年 | $125,049,125 | UA                         |
| 24   | 『G.I.ジョー バック2リベンジ』     | 2013年 | $122,523,060 | パラマウント               |
| 25   | 『ロッキー』                       | 1976年 | $117,235,147 | UA                         |

| 順位 | 作品名                             | 公開年 | 興行収入       | 製作・配給会社             |
| ---- | ---------------------------------- | ------ | -------------- | -------------------------- |
| 1    | 『007 スカイフォール』             | 2012年 | $1,108,569,499 | ソニー                     |
| 2    | 『ホビット 思いがけない冒険』      | 2012年 | $1,017,106,749 | ワーナー・ブラザース       |
| 3    | 『ホビット 決戦のゆくえ』          | 2014年 | $962,253,946   | ワーナー・ブラザース       |
| 4    | 『ホビット 竜に奪われた王国』      | 2013年 | $959,079,095   | ワーナー・ブラザース       |
| 5    | 『007 スペクター』                 | 2015年 | $880,707,597   | ソニー                     |
| 6    | 『007/ノー・タイム・トゥ・ダイ』   | 2021年 | $774,153,007   | UAR / ユニバーサル         |
| 7    | 『007/カジノ・ロワイヤル』         | 2006年 | $616,577,552   | ソニー                     |
| 8    | 『007/慰めの報酬』                 | 2008年 | $589,593,688   | ソニー                     |
| 9    | 『アリー/ スター誕生』             | 2018年 | $436,433,122   | ワーナー・ブラザース       |
| 10   | 『007/ダイ・アナザー・デイ』       | 2002年 | $431,971,116   | MGM / 20世紀フォックス     |
| 11   | 『ダンス・ウィズ・ウルブズ』       | 1990年 | $424,208,848   | オライオン                 |
| 12   | 『風と共に去りぬ』                 | 1939年 | $402,382,193   | MGM                        |
| 13   | 『G.I.ジョー バック2リベンジ』     | 2013年 | $375,740,705   | パラマウント               |
| 14   | 『ワールド・イズ・ノット・イナフ』 | 1999年 | $361,832,400   | UA                         |
| 15   | 『レインマン』                     | 1988年 | $354,825,435   | UA                         |
| 16   | 『ハンニバル』                     | 2001年 | $351,692,268   | MGM / ユニバーサル         |
| 17   | 『トゥモロー・ネバー・ダイ』       | 1997年 | $333,011,068   | UA                         |
| 18   | 『22ジャンプストリート』           | 2014年 | $331,333,876   | ソニー                     |
| 19   | 『ロッキー4/炎の友情』             | 1985年 | $300,473,716   | UA                         |
| 20   | 『クリード 過去の逆襲』            | 2023年 | $276,148,615   | MGM / ワーナー・ブラザース |
| 21   | 『トゥームレイダー』               | 2018年 | $274,950,803   | ワーナー・ブラザース       |
| 22   | 『羊たちの沈黙』                   | 1991年 | $272,742,922   | オライオン                 |
| 23   | 『ロッキー3』                      | 1982年 | $270,000,000   | UA                         |
| 24   | 『ヘラクレス』                     | 2014年 | $244,819,862   | パラマウント               |
| 25   | 『ロボコップ』                     | 2014年 | $242,688,965   | ソニー                     |

### 作品一覧

#### 1920年代
- 殴られる彼奴 He Who Gets Slapped（1924年）
- ビッグ・パレード The Big Parade（1925年）
- メリー・ウイドー The Merry Widow（1925年）
- ベン・ハー Ben-Hur: A Tale of the Christ（1925年）
- ラ・ボエーム La Bohème（1926年）
- 真紅の文字 The Scarlet Letter（1926年）
- 肉体と悪魔 Flesh and the Devil（1926年）
- 思ひ出 The Student Prince in Old Heidelberg（1927年）
- アンナ・カレニナ Love（1927年）
- 知られぬ人 The Unknown（1927年）
- 風 The Wind（1928年）
- 活動役者 Show People（1928年）
- 踊る娘達 Our Dancing Daughters（1928年）
- ブロードウェイ・メロディー The Broadway Melody（1929年）
- ハリウッド・レヴィユー The Hollywood Revue of 1929（1929年）
- ハレルヤ Hallelujah!（1929年）

#### 1930年代
- アンナ・クリスティ Anna Christie（1930年）
- 結婚双紙 The Divorcee（1930年）
- 自由の魂 A Free Soul（1931年）
- トレイダ・ホーン Trader Horn（1931年）
- マタ・ハリ Mata Hari（1931年）
- グランド・ホテル Grand Hotel（1932年）
- フリークス Freaks（1932年）
- 類猿人ターザン Tarzan the Ape Man（1932年）
- 永遠に微笑む Smilin' Through（1932年）
- クリスチナ女王 Queen Christina（1933年）
- 晩餐八時 Dinner at Eight（1933年）
- ダンシング・レディ Dancing Lady（1933年）
- 白い蘭 The Barretts of Wimpole Street（1934年）
- 影なき男 The Thin Man（1934年）
- メリィ・ウィドウ The Merry Widow（1934年）
- 狂恋 Mad Love（1935年）
- オペラは踊る A Night at the Opera（1935年）
- アンナ・カレニナ Anna Karenina（1935年）
- 南海征服（戦艦バウンティ号の叛乱） Mutiny on the Bounty（1935年）
- 孤児ダビド物語 David Copperfield（1935年）
- 嵐の三色旗 A Tale of Two Cities（1935年）
- 浮かれ姫君 Naughty Marietta（1935年）
- 踊るブロードウェイ Broadway Melody of 1936（1935年）
- 巨星ジーグフェルド The Great Ziegfeld（1936年）
- ローズ・マリイ Rose Marie（1936年）
- ロミオとジュリエット Romeo and Juliet（1936年）
- 桑港 San Francisco（1936年）
- 結婚クーデター Libeled Lady（1936年）
- 椿姫 Camille（1936年）
- 激怒 Fury（1936年）
- 大地 The Good Earth（1937年）
- 君若き頃 Maytime（1937年）
- 踊る不夜城 Broadway Melody of 1938（1937年）
- 我は海の子 Captains Courageous（1937年）
- 少年の町 Boys Town（1938年）
- マリー・アントアネットの生涯 Marie Antoinette（1938年）
- テスト・パイロット Test Pilot（1938年）
- バルカン超特急 The Lady Vanishes（1938年）※英国ゴーモン・ブリティッシュとの合作[注 1]
- 城砦 The Citadel（1938年）
- 初恋合戦 Love Finds Andy Hardy（1938年）
- オズの魔法使 The Wizard of Oz（1939年）
- ニノチカ Ninotchka（1939年）
- ザ・ウィメン The Women（1939年）
- チップス先生さようなら Goodbye, Mr. Chips（1939年）
- 風と共に去りぬ Gone with the Wind（1939年）

#### 1940年代
- トムとジェリー（代表作） Tom and Jerry（1940年 - 1986年）
- 踊るニュウ・ヨーク Broadway Melody of 1940（1940年）
- ブーム・タウン Boom Town（1940年）
- フィラデルフィア物語 The Philadelphia Story（1940年）
- 哀愁 Waterloo Bridge（1940年）
- 高慢と偏見 Pride and Prejudice（1940年）
- 桃色の店 The Shop Around the Corner（1940年）
- 塵に咲く花 Blossoms in the Dust（1941年）
- ジキル博士とハイド氏 Dr. Jekyll and Mr. Hyde（1941年）
- 女性No.1 Woman of the Year（1942年）
- ミニヴァー夫人 Mrs. Miniver（1942年）
- 心の旅路 Random Harvest（1942年）
- キュリー夫人 Madame Curie（1943年）
- 町の人気者 The Human Comedy（1943年）
- バターン Bataan（1943年）
- ガス燈 Gaslight（1944年）
- ドーヴァーの白い崖 The White Cliffs of Dover（1944年）
- 若草の頃 Meet Me in St. Louis（1944年）
- 緑園の天使 National Velvet（1944年）
- 愛の決断 The Valley of Decision（1945年）
- 錨を上げて Anchors Aweigh（1945年）
- コレヒドール戦記 They Were Expendable（1945年）
- 子鹿物語 The Yearling（1946年）
- 雲流るるはてに Till the Clouds Roll By（1946年）
- 育ちゆく年 The Green Years（1946年）
- 郵便配達は二度ベルを鳴らす The Postman Always Rings Twice（1946年）
- ジーグフェルド・フォリーズ Ziegfeld Follies（1946年）
- 湖中の女 Lady in the Lake（1947年）
- グッド・ニュース Good News（1947年）
- イースター・パレード Easter Parade（1948年）
- ワーズ&ミュージック Words and Music（1948年）
- 山河遥かなり The Search（1948年）
- 三人の名付け親 3 Godfathers（1948年）
- 若草物語 Little Women（1949年）
- 私を野球に連れてって Take Me Out to the Ball Game（1949年）
- アダム氏とマダム Adam's Rib（1949年）
- 踊る大紐育 On the Town（1949年）

#### 1950年代
- 花嫁の父 Father of the Bride（1950年）
- アニーよ銃をとれ Annie Get Your Gun（1950年）
- サマー・ストック Summer Stock（1950年）
- キング・ソロモン King Solomon's Mines（1950年）
- 恋愛準決勝戦 Royal Wedding（1951年）
- コーズ・フォー・アラーム Cause for Alarm!（1951年）
- 可愛い配当 Father's Little Dividend（1951年）
- 歌劇王カルーソ The Great Caruso（1951年）
- ショウ・ボート Show Boat（1951年）
- 巴里のアメリカ人 An American in Paris（1951年）
- クォ・ヴァディス Quo Vadis（1951年）
- 雨に唄えば Singin' in the Rain（1952年）
- 黒騎士 Ivanhoe（1952年）
- 悪人と美女 The Bad and the Beautiful（1952年）
- バンド・ワゴン The Band Wagon（1953年）
- 円卓の騎士 Knights of the Round Table（1953年）
- キス・ミー・ケイト Kiss Me Kate（1953年）
- リリー Lili（1953年）
- ジュリアス・シーザー William Shakespeare’s Julius Caesar（1953年）
- ブラボー砦の脱出 Escape from Fort Bravo（1953年）
- ローズ・マリー Rose Marie（1954年）
- 重役室 Executive Suite（1954年）
- 掠奪された七人の花嫁 Seven Brides for Seven Brothers（1954年）
- ブリガドーン Brigadoon（1954年）
- 暴力教室 Blackboard Jungle（1955年）
- ガラスの靴 The Glass Slipper（1955年）
- 野郎どもと女たち Guys and Dolls（1955年）現在もAmazonが版権保有
- 明日泣く I'll Cry Tomorrow（1955年）
- 日本人の勲章 Bad Day at Black Rock（1955年）
- 情欲の悪魔 Love Me or Leave Me（1955年）
- 上流社会 High Society（1956年）
- 禁断の惑星 Forbidden Planet（1956年）
- 炎の人ゴッホ Lust for Life（1956年）
- 八月十五夜の茶屋 The Teahouse of the August Moon（1956年）
- 影なき恐怖 Julie（1956年）
- 荒鷲の翼 The Wings of Eagles（1956年）
- 傷だらけの栄光 Somebody Up There Likes Me（1956年）
- 悪人への貢物 Tribute to a Bad Man（1956年）
- 愛情の花咲く樹 Raintree County（1957年）
- 魅惑の巴里 Les Girls（1957年）黒澤明の「羅生門」スタイルのミュージカル
- 熱いトタン屋根の猫 Cat on a Hot Tin Roof（1958年）
- 恋の手ほどき Gigi（1958年）
- ゴーストタウンの決斗 The Law and Jake Wade（1958年）
- カラマゾフの兄弟 The Brothers Karamazov（1958年）
- 北北西に進路を取れ North by Northwest（1959年）
- ベン・ハー Ben-Hur（1959年）
- 緑の館 Green Mansions（1959年）
- 旅 The Journey（1959年）

#### 1960年代
- バターフィールド8 BUtterfield 8（1960年）
- タイム・マシン 80万年後の未来へ The Time Machine（1960年）
- シマロン Cimarron（1960年）
- 未知空間の恐怖/光る眼 Village of the Damned（1960年）
- 太陽にかける橋 Bridge to the Sun（1961年）
- 西部開拓史 How the West Was Won（1962年）
- ロリータ Lolita（1962年）
- ジャンボ Billy Rose's Jumbo（1962年）
- 戦艦バウンティ Mutiny on the Bounty（1962年）
- 予期せぬ出来事 The V.I.P.s（1963年）
- たたり The Haunting（1963年）
- 卑怯者の勲章 The Americanization of Emily（1964年）
- 不沈のモーリー・ブラウン The Unsinkable Molly Brown（1964年）
- 黄色いロールス・ロイス The Yellow Rolls-Royce（1964年）
- イグアナの夜 The Night of the Iguana（1964年）
- 暴行 The Outrage（1964年）黒澤明の「羅生門」の西部劇版
- ラウンダーズ The Rounders（1965年）
- いそしぎ The Sandpiper（1965年）
- ドクトル・ジバゴ Doctor Zhivago（1965年）
- シンシナティ・キッド The Cincinnati Kid（1965年）
- いつか見た青い空 A Patch of Blue（1965年）
- クロスボー作戦 Operation Crossbow（1965年）
- 丘 The Hill（1965年）
- グラン・プリ Grand Prix（1966年）
- 歌え！ドミニク The Singing Nun（1966年）
- 特攻大作戦 The Dirty Dozen（1967年）
- 欲望 Blowup（1967年）
- 25時 The 25th Hour（1967年）
- 遙か群衆を離れて Far from the Madding Crowd（1967年）
- 吸血鬼 The Fearless Vampire Killers（1967年）
- 殺しの分け前/ポイント・ブランク Point Blank（1967年）
- ガンマー第3号 宇宙大作戦 The Green Slime（1968年）※日本での配給は東映
- 2001年宇宙の旅 2001: A Space Odyssey（1968年）
- 荒鷲の要塞 Where Eagles Dare（1968年）
- 北極の基地/潜航大作戦 Ice Station Zebra（1968年）
- 戦争プロフェッショナル The Mercenary（1968年）
- サンセバスチャンの攻防 Guns for San Sebastian（1968年）
- 栄光の座 The Shoes of the Fisherman（1968年）
- フィクサー The Fixer（1968年）
- 汚れた7人 The Split（1968年）
- さすらいの大空 The Gypsy Moths（1969年）
- チップス先生さようなら Goodbye, Mr. Chips（1969年）

#### 1970年代
- 戦略大作戦 Kelly's Heroes（1970年）
- ライアンの娘 Ryan's Daughter（1970年）
- エルビス・オン・ステージ Elvis: That's the Way It Is（1970年）
- 最後の脱出 The Death of Grass（1970年）
- 砂丘 Zabriskie Point（1970年）
- 大悪党/ジンギス・マギー Dirty Dingus Magee（1970年）
- バード・シット Brewster McCloud（1970年）
- 黒いジャガー Shaft（1971年）
- 刑事キャレラ 10+1 の追撃 Without Apparent Motive（1971年）
- ボーイフレンド The Boy Friend（1971年）
- 狙撃者 Get Carter（1971年）
- マーベリックの黄金 Catlow（1971年）
- ラスト・ラン/殺しの一匹狼 The Last Run（1971年）
- エルビス・オン・ツアー Elvis on Tour（1972年）
- 美しく青きドナウ The Great Waltz（1972年）
- カンサスシティの爆弾娘 Kansas City Bomber（1972年）
- ハイジャック Skyjacked（1972年）
- ウエストワールド Westworld（1973年）
- ロリ・マドンナ戦争 Lolly-Madonna XXX（1973年）
- 組織 The Outfit（1973年）
- トレイダー・ホーン Trader Horn（1973年）
- ウォーキング・トール Walking Tall（1973年）
- ソイレント・グリーン Soylent Green（1973年）
- キャット・ダンシング The Man Who Loved Cat Dancing（1973年）

↓ここから北米での配給のみユナイテッド・アーティスツが担当。↓
- ザッツ・エンタテインメント That's Entertainment!（1974年）
- 風とライオン The Wind and the Lion（1975年）※コロンビア ピクチャーズとの合作
- ザッツ・エンタテインメント PART2 That's Entertainment, Part II（1976年）
- 2300年未来への旅 Logan's Run（1976年）
- ネットワーク Network（1976年）※合併前のUAとの合作
- グッバイガール The Goodbye Girl（1977年）※ワーナー・ブラザースとの合作
- テレフォン Telefon（1977年）

#### 1980年代
- フェーム Fame（1980年）
- ジェネシスを追え The Formula（1980年）
- 郵便配達は二度ベルを鳴らす The Postman Always Rings Twice（1981年）※パラマウント映画との合作
- インチョン! Inchon（1981年）
- カリフォルニア・ドールズ …All the Marbles（1981年）
- この生命誰のもの Whose Life Is It Anyway?（1981年）
- 誰かが見ている A Stranger Is Watching（1982年）
- ビクター/ビクトリア Victor/Victoria（1982年）
- ロッキー3 Rocky III（1982年）※UAとの合作
- ポルターガイスト Poltergeist（1982年）
- チャック・ノリスの地獄の復讐 Forced Vengeance（1982年）
- ウォー・ゲーム WarGames（1983年）※UAとの合作
- 007／オクトパシー Octopussy（1983年）※UAとの合作
- ピンク・パンサー5 クルーゾーは二度死ぬ Curse of the Pink Panther（1983年）※UAとの合作
- 愛のイエントル Yentl（1983年）※UAとの合作
- スペース・パイレーツ The Ice Pirates（1984年）
- エレクトリック・ドリーム Electric Dreams（1984年）※現在もAmazonが版権を保有
- 若き勇者たち Red Dawn（1984年）※UAとの合作
- キャッツ・アイ Cat's Eye（1985年）
- 007／美しき獲物たち A View to a Kill（1985年）※UAとの合作
- レッドソニア Red Sonja（1985年）
- イヤー・オブ・ザ・ドラゴン Year of the Dragon（1985年）
- ロッキー4/炎の友情 Rocky IV（1985年）※UAとの合作
- ナインハーフ 9½ Weeks（1986年）

↑ここまでは現在ワーナー・ブラザース・ディスカバリーが版権を保有（注釈付きを除く）↑
- ポルターガイスト2 Poltergeist II: The Other Side（1986年）
- シカゴ・コネクション/夢みて走れ Running Scared（1986年）
- 上海サプライズ Shanghai Surprise（1986年）
- スペースボール Spaceballs（1987年）
- 007／リビング・デイライツ The Living Daylights（1987年）
- 危険な天使 Fatal Beauty（1987年）
- 月の輝く夜に Moonstruck（1987年）
- 潮風のいたずら Overboard（1987年）
- マスカレード/甘い罠 Masquerade（1988年）
- ウィロー Willow（1988年）※現在はウォルト・ディズニー・カンパニーが版権を保有
- ポルターガイスト3 / 少女の霊に捧ぐ… Poltergeist III（1988年）
- レインマン Rain Man（1988年）
- 乙女座殺人事件 The January Man（1989年）
- 刑事クイン/妖術師の島 The Mighty Quinn（1989年）
- 007／消されたライセンス Licence to Kill（1989年）
- 白く渇いた季節 A Dry White Season（1989年）
- もういちど殺して Kill Me Again（1989年）

#### 1990年代
- アイリスへの手紙 Stanley & Iris（1990年）
- ブルージーン・コップ Death Warrant（1990年）
- ロッキー5/最後のドラマ Rocky V（1990年）
- ザ・フィールド The Field（1990年）
- インディアン・ランナー The Indian Runner（1991年）
- 妹の恋人 Benny & Joon（1993年）
- ピンク・パンサーの息子 Son of the Pink Panther（1993年）
- 危険な微笑/氷の情事がこわれるとき? Fatal Instinct（1993年）
- 私に近い6人の他人 Six Degrees of Separation（1993年）
- ゲッティング・イーブン Getting Even with Dad（1994年）
- ザッツ・エンタテインメント PART3 That's Entertainment! III（1994年）※ターナー（ワーナー・ブラザース・ディスカバリー）が過去のMGM作品を抜粋して製作
- スターゲイト Stargate（1994年）
- ペンギン物語〜きらきら石のゆくえ〜 The Pebble and the Penguin（1995年）
- フルーク Fluke（1995年）
- スピーシーズ 種の起源 Species（1995年）
- ゲット・ショーティ Get Shorty（1995年）
- 007／ゴールデンアイ GoldenEye（1995年）
- カットスロート・アイランド Cutthroat Island（1995年）
- 天使のわんちゃん チャーリーとイッチー All Dogs Go to Heaven 2（1996年）
- 狼たちの街 Mulholland Falls（1996年）
- キングピン/ストライクへの道 Kingpin（1996年）
- おもちゃの国を救え! Babes in Toyland（1997年）
- 007／トゥモロー・ネバー・ダイ Tomorrow Never Dies（1997年）
- スピーシーズ2 Species II（1998年）
- 洗脳 Disturbing Behavior（1998年）
- スティグマータ 聖痕 Stigmata（1999年）
- 007／ワールド・イズ・ノット・イナフ The World Is Not Enough（1999年）

#### 2000年代
- この胸のときめき Return to Me（2000年）
- オータム・イン・ニューヨーク Autumn in New York（2000年）
- エルヴィス・オン・ステージ Elvis: That's the Way It Is - Special Edition（2001年）※ターナーが未公開フィルムを元に製作
- ハンニバル Hannibal（2001年）
- ハートブレイカー Heartbreakers（2001年）
- キューティ・ブロンド Legally Blonde（2001年）
- バンディッツ Bandits（2001年）
- ローラーボール Rollerball（2002年）
- ジャスティス Hart's War（2002年）
- ウインドトーカーズ Windtalkers（2002年）
- 007／ダイ・アナザー・デイ Die Another Day（2002年）
- エージェント・コーディ Agent Cody Banks（2003年）
- キューティ・ブロンド/ハッピーMAX Legally Blonde 2: Red, White & Blonde（2003年）
- タイムリミット Out of Time（2003年）
- 五線譜のラブレター DE-LOVELY De-Lovely（2004年）
- スピーシーズ3 禁断の種 Species III（2004年）
- Be Cool/ビー・クール Be Cool（2005年）
- 悪魔の棲む家 The Amityville Horror（2005年）
- イントゥ・ザ・ブルー Into the Blue（2005年）
- ピンクパンサー The Pink Panther（2006年）
- クラークス2/バーガーショップ戦記 Clerks II（2006年）
- アレックス・ライダー Stormbreaker（2006年）
- 007／カジノ・ロワイヤル Casino Royale（2006年）
- ロッキー・ザ・ファイナル Rocky Balboa（2006年）
- シャッフル Premonition（2007年）
- スピーシーズ4 新種覚醒 Species-The Awakening（2007年）
- 大いなる陰謀 Lions for Lambs（2007年）
- グレート・ディベーター 栄光の教室 The Great Debaters（2007年）
- セレブ・ウォーズ 〜ニューヨークの恋に勝つルール〜 How to Lose Friends & Alienate People（2008年）
- 007／慰めの報酬 Quantum of Solace（2008年）
- ワルキューレ Valkyrie（2008年）
- ピンクパンサー2 The Pink Panther 2（2009年）
- イントゥ・ザ・ブルー2 Into the Blue 2: The Reef（2009年）
- サブウェイ123 激突 The Taking of Pelham 123（2009年）
- Fame フェーム Fame（2009年）

#### 2010年代
- オフロでGO!!!!! タイムマシンはジェット式 Hot Tub Time Machine（2010年）
- ドラゴン・タトゥーの女 The Girl with the Dragon Tattoo（2011年）
- Mr.ズーキーパーの婚活動物園 Zookeeper（2011年）
- キャビン The Cabin in the Woods（2012年）
- 31年目の夫婦げんか Hope Springs（2012年）
- 007 スカイフォール Skyfall（2012年）
- ホビット 思いがけない冒険 The Hobbit: An Unexpected Journey（2012年）
- レッド・ドーン Red Dawn（2012年）
- G.I.ジョー バック2リベンジ G.I. Joe: Retaliation（2013年）
- キャリー Carrie（2013年）
- ヘンゼル & グレーテル Hansel & Gretel: Witch Hunters（2013年）
- ホビット 竜に奪われた王国 The Hobbit: The Desolation of Smaug（2013年）
- ロボコップ RoboCop（2014年）
- ヘラクレス Hercules（2014年）
- イフ・アイ・ステイ 愛が還る場所 If I Stay（2014年）
- ホビット 決戦のゆくえ The Hobbit: The Battle of the Five Armies（2014年）
- オフロでGO!!!!! タイムマシンはジェット式2 Hot Tub Time Machine 2（2015年）
- キューティ・コップ Hot Pursuit（2015年）
- ポルターガイスト Poltergeist（2015年）
- しゃかりきにフットボール Balls Out（2015年）
- マックス Max（2015年）
- 007 スペクター Spectre（2015年）
- クリード チャンプを継ぐ男 Creed（2015年）
- 世界一キライなあなたに Me Before You（2016年）
- ベン・ハー Ben-Hur（2016年）
- ワタシが私を見つけるまで How to Be Single（2016年）
- マグニフィセント・セブン The Magnificent Seven（2016年）
- バーバーショップ3 リニューアル! Barbershop: The Next Cut（2016年）
- エブリシング Everything, Everything（2017年）
- デトロイト Detroit（2017年）
- エブリデイ Every Day（2018年）
- デス・ウィッシュ Death Wish（2018年）
- トゥームレイダー ファースト・ミッション Tomb Raider（2018年）
- オーバーボード Overboard（2018年）
- オペレーション・フィナーレ Operation Finale（2018年）※米国以外ではNetflix独占配信
- アリー/ スター誕生 A Star Is Born（2018年）
- 蜘蛛の巣を払う女 The Girl in the Spider's Web（2018年）
- クリード 炎の宿敵 Creed II（2018年）
- ファイティング・ファミリー Fighting with My Family（2019年）
- ザ・ハッスル The Hustle（2019年）
- サン・イズ・オールソー・ア・スター 引き寄せられる2人 The Sun Is Also a Star（2019年）
- チャイルド・プレイ Child's Play（2019年）
- アダムス・ファミリー The Addams Family（2019年）

#### 2020年代
- バレー・ガール（原題） Valley Girl（2020年）※オライオン・クラシックス（英語版）との合作
- キャッシュトラック Wrath of Man（2021年）
- G.I.ジョー:漆黒のスネークアイズ Snake Eyes（2021年）
- リスペクト Respect（2021年）
- フラッグ・デイ 父を想う日 Flag Day（2021年）
- キャンディマン Candyman（2021年）
- アダムス・ファミリー2 アメリカ横断旅行! The Addams Family 2（2021年）
- 007／ノー・タイム・トゥ・ダイ No Time to Die（2021年）
- ハウス・オブ・グッチ House of Gucci（2021年）
- リコリス・ピザ Licorice Pizza（2021年）
- ドッグ（原題）Dog（2022年）
- シラノ Cyrano（2022年）
- 13人の命 Thirteen Lives（2022年）※Amazonオリジナル作品
- サマリタン Samaritan（2022年）※Amazonオリジナル作品
- アラビアンナイト 三千年の願い Three Thousand Years of Longing（2022年）
- ティル Till（2022年）
- ボーンズ アンド オール Bones and All（2022年）
- ウーマン・トーキング 私たちの選択 Women Talking（2022年）
- クリード 過去の逆襲 Creed III（2023年）
- 87分の1の人生 A Good Person（2023年）[注 2]
- ウイング・アンド・プレイヤー On a Wing and a Prayer（2023年）※Amazonオリジナル作品[注 3]
- コヴェナント/約束の救出 The Covenant（2023年）
- サラウンデッド Surrounded（2023年）[注 4]
- 見えざる手のある風景 Landscape with Invisible Hand（2023年）[注 5]
- ダーク・ハーヴェスト Dark Harvest（2023年）[注 6]
- Saltburn Saltburn（2023年）※Amazonオリジナル作品
- ボーイズ・イン・ザ・ボート〜若者たちが託した夢 The Boys in the Boat（2023年）[注 7]
- ビーキーパー The Beekeeper（2024年）
- アンダードッグス The Underdoggs（2024年）※Amazonオリジナル作品[注 8]
- チャレンジャーズ Challengers（2024年）
- ブリンク・トゥワイス Blink Twice（2024年）[注 9]
- マイ・オールド・アス〜2人のワタシ〜 My Old Ass（2024年）※Amazonオリジナル作品[注 10]
- レッド・ワン Red One（2024年）
- ザ・ファイアー・インサイド（原題） The Fire Inside（2024年）
- ワーキング・マン（仮題） A Working Man（2025年）
- ザ・コンサルタント2 The Accountant 2（2025年）
- プロジェクト・ヘイル・メアリー Project Hail Mary（2026年）
- キューティ・ブロンド3（仮題） Legally Blonde 3（TBA）
- Bond 26（TBA）